# أبردين
أبردين، هي ثالث أكبر مدينة إسكتلندية من حيث عدد السكان وواحدة من 32 منطقة لمجالس الحكومة المحلية. ولديها رسميا تعداد سكان يقدر بـ 202.370.
و تشمل الأسماء المستعارة مدينة الجرانيت، المدينة الرمادية ومدينة الفضة ذات الرمال الذهبية. خلال منتصف القرن الـ 18 إلى منتصف القرن الـ 20 كانت مباني أبردين موحدة محلياً بقطع الجرانيت الرمادية، حيث يتألق معدن المايكا الموضوع بها مثل الفضة. للمدينة شريط ساحلي رملي طويل. منذ اكتشاف نفط بحر الشمال في السبعينيات، أصبح لها أسماء مستعارة أخرى عاصمة النفط الأوروبية أو عاصمة الطاقة الأوروبية. المنطقة المحيطة بأبردين موجودة منذ ما لايقل عن 8000 سنة، عندما كانت قرى ما قبل التاريخ موجودة عند مصبات أنهار دي ودون.
في 1319، تلقت أبردين مركز رويال بيرف من قِبل روبرت البروس، محولا المدينة اقتصاديا. جامعتين المدينة هما، جامعة أبردين التي تأسست في عام 1495، وجامعة روبرت جوردون والتي كانت جامعة مانحة في عام 1992، جاعلاً أبردين المركز التعليمي للشمال الشرقي. الصناعات التقليدية من الصيد وصناعة الورق، وبناء السفن والمنسوجات قد حل محلها صناعة النفط والميناء البحري لأبردين. الميناء الجوي الخاص بالطائرات المروحية بأبردين هو من أكثر الموانىء الجوية التجارية الخاصة بالطائرات المروحية إذدحاما في العالم،  والميناء البحري هو الأكبر في شمال شرق إسكتلندا.
فازت أبردين في مسابقة بلوم البريطانية لتحطم الرقم القياسي عشر مرات،  وتستضيف مهرجان أبردين الشبابي الدولي، هو حدث عالمي كبير والذي يجذب ما يصل إلى 1000 شخص من أصحاب المواهب الشابة في الأداء الفني.

## التاريخ

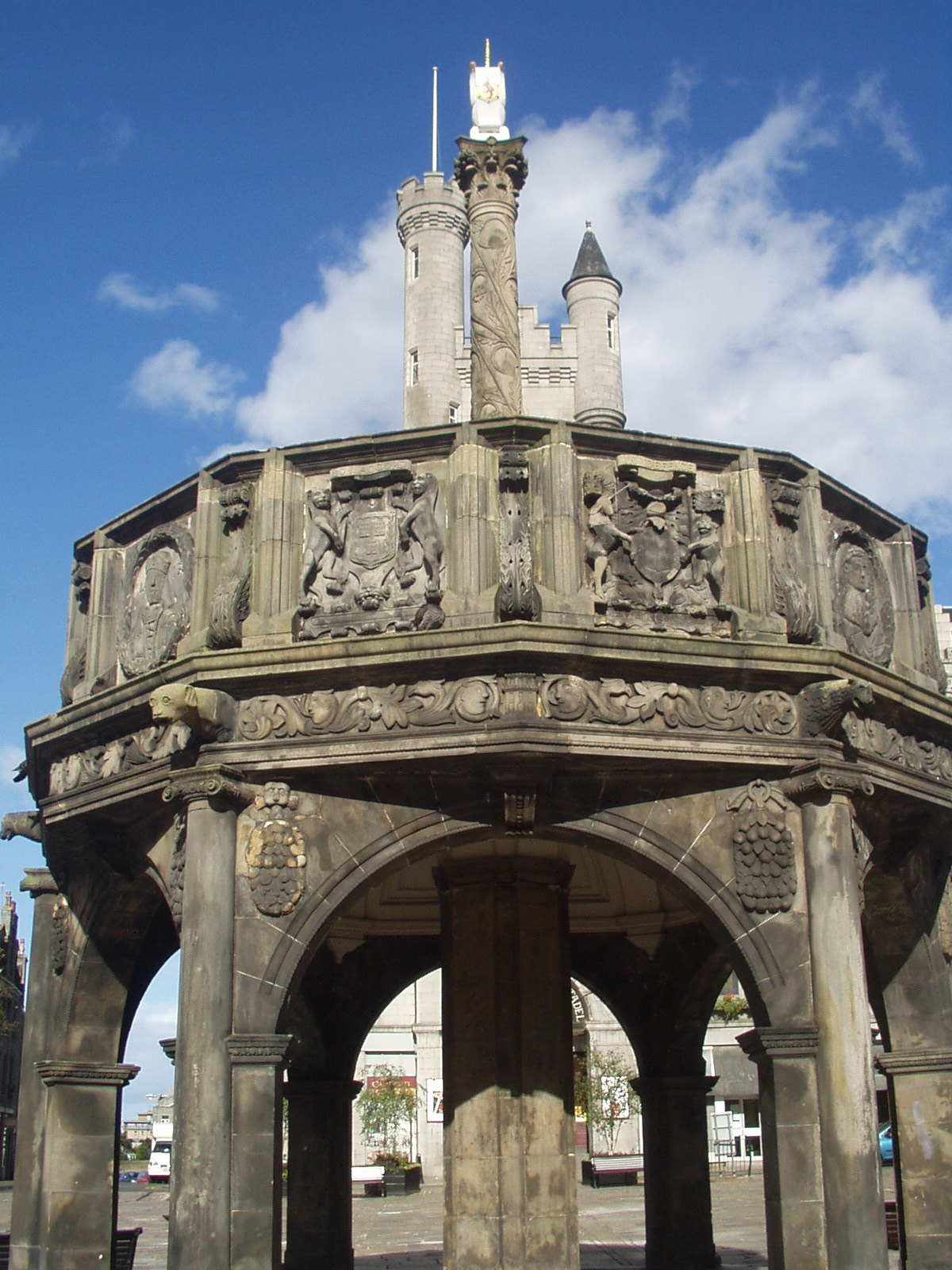
مركريت كروس أبردين

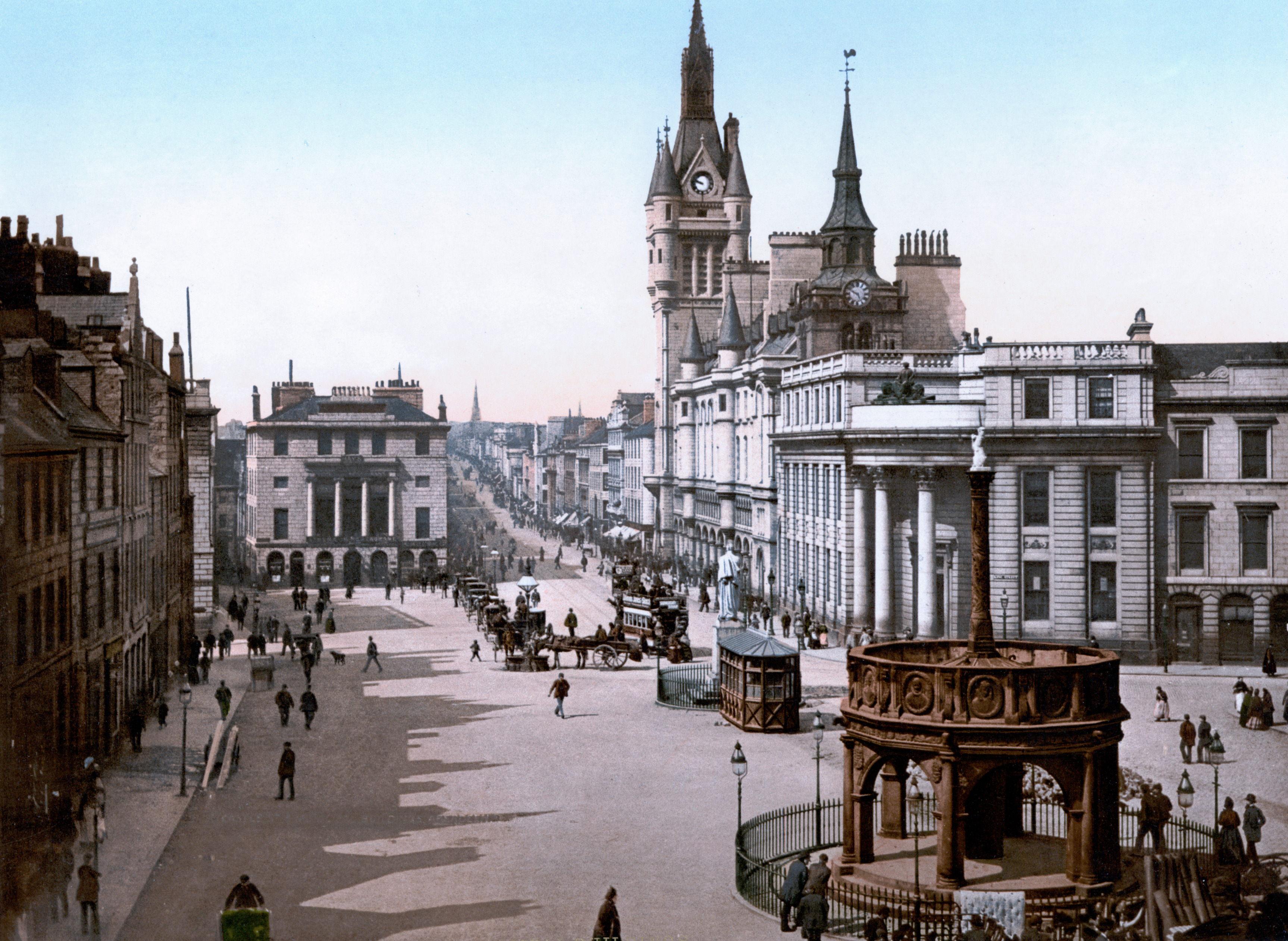
بوابة القصر وشارع الاتحاد (c.1900)

و قد شهدت منطقة أبردين المستوطنات البشرية لفترة لا تقل عن 8,000 سنة. بدأت المدينة كبلدتين منفصلتين إسكتلنديتين يتمتعا بالحكم الذاتي: أبردين القديمة عند مصب نهر الدون، وأبردين الجديدة، مستوطنة للصيد والتجارة، حيث يصب المجري المائي دينبرن في مصب نهر دي. تم منح أقدم ميثاق من ويليام الليون في 1179 وتؤكد على الحقوق التي منحها ديفيد الأول في 1319، الميثاق الأعظم لروبرت بروس حول أبردين إلى مجمتع مستقل وله حق امتلاك الممتلكات. بمنحها ذلك كانت على نحو قريب أصبحت فوريست أوف ستوكت (تمويل المنفعة العامة)، الذي شكّل دخله أساس تمويل المنفعة العامة للمدينة والذي لا يزال يعود بالفائدة على سكان أبردين.
وخلال حروب الاستقلال الإسكتلندية، كانت أبردين تحت الحكم الإنجليزي، لذلك قام روبرت بروس بحصار قلعة أبردين قبل أن يدمرها في 1308 تلي ذلك مذابح للحامية الإنجليزية وأعاد أبردين لأهالي البلدة. تم حرق المدينة من قِبل إدوارد الثالث من إنجلترا في عام 1336، ولكن تم إعادة بنائها وتوسيعها وأطلق عليها أبردين الجديدة. تم تحصين المدينة بقوة لمنع وقوع هجمات من قبل أمراء المناطق المجاورة، ولكن تم إزالة البوابات في 1770. خلال حروب الثلاث ممالك 1644-1647 تم نهب المدينة كليا من كلا الجانبين. في عام 1644، استولي عليها ونهبها القوات الملكية بعد معركة أبردين. وفي 1647 تفشي طاعون وقتل ربع السكان.
في القرن الثامن عشر، تم بناء مبنى بلدية جديد، وأول خدمات اجتماعية ظهرت مع العجزة في وولمانهيل في 1742، ومصحة للمجانين في 1779. وبدأ المجلس عمل تحسينات على الطرق الرئيسية في نهاية هذا القرن مع الشريان الرئيسي من شارع جورج، شارع الملك وشارع الاتحاد استكملوا جميعهم في بداية القرن التالي.
و بعد قرن من تزايد الأهمية الاقتصادية لأبردين وتطوير بناء السفن وصناعات صيد الأسماك أدى إلى وجود حوض ميناء فيكتوريا داك والحاجز المائي الجنوبي، وتوسيع ميناء بيير الشمالي. تداعي برنامج البنية التحتية، وأفلست المدينة في عام 1817. ومع ذلك، حدث انتعاش في الرخاء العام الذي أعقب حروب نابليون. وصلت إنارة الشوارع بالغاز في عام 1824 وظهر تعزيز إمدادات المياة في عام 1830 عندما كان يُضخ الماء من نهر دي إلي خزان يونيون بليس. حلّ نظام شبكة المجاري الأرضية محل المجاري المفتوحة في عام 1865.
وجدت هيثة حكومية محلية للمدينة للمرة الأولى في عام 1891. وإن كان لا تزال أبردين القديمة لها ميثاق وتاريخ منفصل، هي وأبردين الجديدة لم يعودوا منفصلين حقا. كلاهما جزء من المدينة، إلى جانب وودسايد ورويال بيرف الخاص بتوري إلى الجنوب من نهر دي.

### الاسم الجغرافي
أبردين القديمة هي الموقع الأول لأبردون أول مستوطنة ل-بردين، ومعناه الحرفي «عند نقطة ملتقى نهر دون [أي. مع البحر]» بالنسبة للنهر المحلي. الاسم الحديث أبردين تعني حرفيا بين نهر دي (النهر المحلي الآخر)، ونهر دون. الحروف السلتية الأولية "Aber" تعني «التقاء» فيما يتعلق بالأنهار.
يعتقد علماء جيليك أن الاسم أتي من الحروف الأولية -Aber   وda-aevi  (باختلافتهم؛ Da-abhuin , Da-awin) - والذي يعني «مصب نهرين». في الجيلية Obar Dheathain هو الاسم (بتابين؛ Obairreadhain) وفي اللاتينية، أشار إليها الرومانيون بـ Devana. لاتيني القرون الوسطى (أو الكنسي) عرفها كـ Aberdonia.

## الحكم
تُحكم أبردين محليا من قبل مجلس مدينة أبردين، والذي يضم ثلاثة وأربعين مستشاراً الذين يمثلون أحياء المدينة ويرأسها اللورد رئيس مجلس المدينة والذي هو الآن رئيس مجلس المدينة بيتر ستيفن.
من مايو 2003 حتى مايو 2007 كان يدير المجلس ائتلاف حكومي ليبرالي ديموقراطي ومحافظ. بعد انتخابات مايو 2007 كون حزب الديمقراطيين الليبراليين ائتلاف جديد مع الحزب الوطني الاسكتلندي. يتكون المجلس من 15 من الحزب الليبرالي الديموقراطي، و 13 من الحزب الوطني الإسكتلندي، 10 من حزب العمال، و 4 مستشاريين من حزب المحافظين ومستشار مستقل واحد.
تُمثل أبردين في برلمان المملكة المتحدة من خلال ثلاث دوائر انتخابية: أبردين الشمالية، أبردين الجنوبية وجوردون حيث أن أول اثنين كليا من داخل منطقة مجلس مدينة أبردين بينما الأخيرة تحتل مساعة واسهة أيضا من أبردينشاير.
في البرلمان الاسكتلندي تُمثل المدينة مرة أخرى بثلاث دوائر انتخابية، وهي جميعا تقع بداخل منطقة مجلس المدينة: أبردين الشمالية وأبردين المركزية وأبردين الجنوبية
و بالإضافة إلى سبعة من أعضاء البرلمان الإسكتلندي المنتخبون كجزء من المنطقة الانتخابية لشمال شرق إسكتلندا.
و في الاتحاد الأوروبي، يُمثل المدينة سبعة أعضاء من البرلمان الإسكتلندي كجزء من الدائرة الانتخابية الشاملة في برلمان الاتحاد الأوروبي.

### الشعار
عادة ما تُظهر رموز المدينة ثلاثة القلاع، كما هو الحال في العلم ودرع النبالة. كانت الصورة موجودة منذ عهد روبرت بروس وتُمثل المباني التي وقفت على الثلاث تلال بأبردين؛ قلعة أبردين على كاسل هيل (بوابة القلعة الحالية)؛ مبنى مجهول على تل ويندميند وكنيسة على تل سانت كاترين (الآن مهدومة).
بون أكورد "Bon Accord"، هو شعار المدينة، وتعني حرفيا بالفرنسية «اتفاق جيد». تروي الأسطورة أن استخدامه يعود إلى كلمة السر التي استخدمها روبرت بروس في القرن الرابع عشر أثناء حروب الاستقلال الاسكتلندية، عندما قام هو ورجاله بحصار قلعة أبردين قبل تحطيمها في 1308.
تم ربط النمر تقليديا بالمدينة ويمكن رؤية شعارها على شارة المدينة. المجلة الرسيمة يطلق عليها «النمر» وعندما أُنشئ جسر الاتحاد في القرن التاسع عشر تم وضع تمثال صغير لمخلوق في وضعية الجلوس وتم وضعه فوق السور الحديدي.
نخب المدينة «سعيد للقاء، وآسف للفراق، سعيد باللقاء مرة أخرى»، وقد تم إساءة تفسير هذا كترجمة لبون كورد.

## الجغرافيا

### الُمناخ
درجات الحرارة الرئيسية هي 8 درحة سيليزية (47 درجة فهرنهايت) وتتفاوت بين انخفاض متوسط ل 5 درجات سيليزية (41 درجة فهرناهيت) و 11 درجة سيليزية (52 درجة فهرناهيت). في الصيف (يونيو إلى أغسطس) يبلغ متوسط أعلى درجة 16 درجة سيليزية (63 درجة فهرنهايت) ومتوسط أقل درجة 9 درجات سيليزية (49 درجة فهرنهايت)في الشتاء (ديسمبر إلى فبراير) متوسط أعلى درجة 6 درجات مئوية (43 درجة فهرنهايت) ومتوسط أقل درجة 0 درجة مئوية (33 درجة فهرنهايت). 
متوسط هطول الأمطار السنوي 753 ملم (29.7 بوصة)، 171 ملليمتر في فصل الصيف (يونيو إلى أغسطس) و 186 ملليمتر في فصل الشتاء (كانون الأول / ديسمبر إلى شباط / فبراير). فإن أكثر الشهور بللاً هو تشرين الأول / أكتوبر وتشرين الثاني / نوفمبر.
| البيانات المناخية لـأبردين - المملكة المتحدة | البيانات المناخية لـأبردين - المملكة المتحدة | البيانات المناخية لـأبردين - المملكة المتحدة | البيانات المناخية لـأبردين - المملكة المتحدة | البيانات المناخية لـأبردين - المملكة المتحدة | البيانات المناخية لـأبردين - المملكة المتحدة | البيانات المناخية لـأبردين - المملكة المتحدة | البيانات المناخية لـأبردين - المملكة المتحدة | البيانات المناخية لـأبردين - المملكة المتحدة | البيانات المناخية لـأبردين - المملكة المتحدة | البيانات المناخية لـأبردين - المملكة المتحدة | البيانات المناخية لـأبردين - المملكة المتحدة | البيانات المناخية لـأبردين - المملكة المتحدة | البيانات المناخية لـأبردين - المملكة المتحدة |
| الشهر                                        | يناير                                        | فبراير                                       | مارس                                         | أبريل                                        | مايو                                         | يونيو                                        | يوليو                                        | أغسطس                                        | سبتمبر                                       | أكتوبر                                       | نوفمبر                                       | ديسمبر                                       | المعدل السنوي                                |
| -------------------------------------------- | -------------------------------------------- | -------------------------------------------- | -------------------------------------------- | -------------------------------------------- | -------------------------------------------- | -------------------------------------------- | -------------------------------------------- | -------------------------------------------- | -------------------------------------------- | -------------------------------------------- | -------------------------------------------- | -------------------------------------------- | -------------------------------------------- |
| الدرجة القصوى °م (°ف)                        | 17 (63)                                      | 17 (63)                                      | 20 (68)                                      | 23 (74)                                      | 24 (76)                                      | 26 (79)                                      | 27 (82)                                      | 27 (82)                                      | 24 (76)                                      | 21 (70)                                      | 16 (62)                                      | 15 (60)                                      | 27 (82)                                      |
| متوسط درجة الحرارة الكبرى °م (°ف)            | 5 (42)                                       | 6 (43)                                       | 7 (46)                                       | 10 (50)                                      | 12 (55)                                      | 15 (60)                                      | 17 (64)                                      | 17 (64)                                      | 15 (59)                                      | 11 (53)                                      | 8 (47)                                       | 6 (44)                                       | 11 (52)                                      |
| متوسط درجة الحرارة الصغرى °م (°ف)            | 0 (32)                                       | 0 (33)                                       | 1 (35)                                       | 2 (37)                                       | 5 (42)                                       | 8 (47)                                       | 10 (51)                                      | 10 (50)                                      | 7 (46)                                       | 5 (42)                                       | 2 (37)                                       | 1 (35)                                       | 4 (41)                                       |
| أدنى درجة حرارة °م (°ف)                      | −18 (−2)                                     | −15 (5)                                      | −11 (12)                                     | −3 (25)                                      | −3 (26)                                      | 0 (33)                                       | 2 (37)                                       | 0 (32)                                       | −2 (28)                                      | −3 (25)                                      | −15 (5)                                      | −13 (7)                                      | −18 (−2)                                     |
| الهطول سم (إنش)                              | 6.3 (2.5)                                    | 5.0 (2.0)                                    | 5.3 (2.1)                                    | 4.8 (1.9)                                    | 5.3 (2.1)                                    | 5.0 (2.0)                                    | 7.1 (2.8)                                    | 7.1 (2.8)                                    | 6.3 (2.5)                                    | 7.6 (3.0)                                    | 7.8 (3.1)                                    | 7.3 (2.9)                                    | 74.9 (29.7)                                  |
| المصدر: Weatherbook (كتاب المناخ)            |                                              |                                              |                                              |                                              |                                              |                                              |                                              |                                              |                                              |                                              |                                              |                                              |                                              |

حيث أنها تقع بين مصبان النهران، المدينة بها أجزاء قليلة واضحة من الطبقات الصخرية الطبيعية. وهذا يترك الجيولوجيين المحليين في مأزق بسيط: على الرغم من التركيز الكبير من قبل علماء الجيولوجيا على المنطقة (احتراما لصناعة النفط)، يوجد فهم غامض للطبقات التحتية للمدينة. على الجانب الجنوبي من المدينة، تكشف المنحدرات الساحلية عن مجموعة جرامبيان الصخرية المتحولة بدرجة عالية، وإلى الجنوب الغربي والغرب يوجد مساحات جرانتية واسعة متداخلة بدرجة عالية مع أحجار الشلست المشابهة؛ وإلى الشمال الصخور المتحولة المتداخلة من مُركبات جابوريك بدلاً منه. و تحت المدينة نفسها؟ تم القيام بقدر ضئيل من الدراسات الجيوفيزيقية، والبنايات المتعرضة ذات الصلة، بالإضافة إلى تعرض بسيط على ضفاف نهر دون، مشيرا إلى أنها تقع حقا على الطبقة الداخلية للديفونيان الأحجار الرملية «الحمراء القديمة» والغرين. تنتشر ضواحي المدينة خارج (الاستدلال) حدود الطبقة الخارجية من التحول المحيط / المركبات البركانية التي تشكلت فترة دالريديان (تقريبا منذ 480 إلى 680 مليون سنة مضت) مع اكتشاف مناطق متفرقة من صخور جرانيت الديوريت البركاني، مثل عند حجر روبيسلو والذي كان يستخدم لبناء الكثير الأجزاء الفكتورية بالمدينة.
على الساحل، تمتلك أبردين شاطئ رملي طويل بين نهري دي ودون والذي يتحول إلى شاطىء ذو كثبان رملية بامتداد نهر الدون إلى أن يصل إلى فراسيربيرف، وفي جنوب نهر دي يوجد جرف صخري يُواجهه فقط حصى قليل وشواطىء ذات حصى إلى خليج صغير عميق. تم حفر عدد من الأجزاء الصخرية الجرانتية الظاهرة على طول الشاطئ الجنوبي في الماضي، لتجعل من منظرا طبيعيا ومكان جيد لتسلق الصخور.
يبلغ امتداد المدينة 71.22 ميل مربع (184.46 كيلومتر مربع)، وتضمل البلدة السابقة ذات الحكم الذاتي لمدينة أبردين القديمة، وأبردين القديمة، ووودسايد ورويال بيرف أوف توري إلى جانب نهر دي. وهذا يعطي المدينة كثافة سكانية ل 2.819 لكل ميل مربع (1,089 لكل كيلومتر مربع). بُنيت المدينة علي العديد من التلال، مع البدايات الأصلية للمدينة لتنمو من تل القلعة، وتل سانت كاثرين وتل ويندميل.

## الديموغرافيا

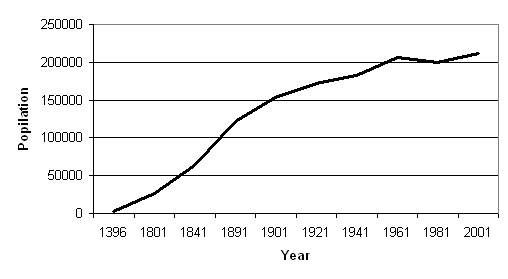
أبردين الديموغرافية [55

في عام 1396 كان عدد السكان نحو 3,000. بحلول عام 1801 أصبح عدد السكان 26.992 وفي عام (1901) أصبحوا 153٬503 وفي عام (1941) أصبحوا 182467. وفي تعداد سكان المملكة المتحدة لعام 2001 بلغ تعداد سكان منطقة مجلس مدينة أبردين 212,125 نسمة، ولكن سكان مركز أبردين بلغ 184,788 نسمة. آخر التقديرات الرسمية للسكان، الذي نشره مكتب سجل إسكتلندا لعام 2005، بلغ 202.370. بيانات من مركز أبردين المحدد لتعداد السكان في المملكة المتحدة عام 2001 أوضح أن الديموغرافيا تشمل متوسط عمر الذكور 35 سنة وعمر النساء 38 سنة والذي هو أصغر من المتوسط الإسكتلندي و 49% إلى 51% هي نسبة الذكور للإناث.
وأظهر التعداد أنه يوجود عدد أقل من الشباب في أبردين، حيث يبلغ 16.4 ٪ دون سن 16 عاما، في مقابل المتوسط الوطني البالغ 19.2 ٪. عرقيا 15.7 ٪ ولدوا خارج إسكتلندا، أعلى من المتوسط الوطني البالغ 12.9 ٪. من هذا التعداد السكاني 8.4% ولدوا في إنجلترا، وذكر أن 3% من الأبردينيين من أقلية عرقية (غير بيض) في تعداد سكان عام 2001، بـ 0.7% من شبه القارة الهندية و 0.6$ من آسيا بالمقارنة بإجمالي سكان اسكتلندا من أصول غير البيض حيث يبلغ 2%. بيد أن هذه النسبة هي أقل من أي من الثلاث مدن الرئيسية الأخرى في إسكتلندا، غلاسكو، أدنبره، ودندي. والجزء الأكثر تنوع ثقافي بالمدينة هو شارع جورج، والذي به العديد من المطاعم العرقية والسوبر ماركت والحلاقين.
في الملكيات المنزلية، يوجد 97.013 مسكن فردي مُسجل في المدينة بسنبة 61% ملكية خاصة، 9% مؤجر خاص و 23% مؤجر من مجلس المدينة. أشهر أنواع المساكن هي الشقق والتي تُشكّل 49% من المساكن يليها المساكن شبه المنفصلة بنسبة أقل من 22%.
متوسط دخل الأسرة في المدينة 16,813 يورو (أقل دخل 20,292 يورو)  لعام (2005) الذي يضع ما يقرب من 18 ٪ من دخل الأسر في المدينة تحت خط الفقر (الذي يعرف بأنه 60 ٪ من أقل دخل). على العكس من ذلك، الرمز البريدي لأبردين به ثاني أكبر عدد من أصحاب الملايين أكثر من الرمز البريدي في المملكة المتحدة.

### الدين

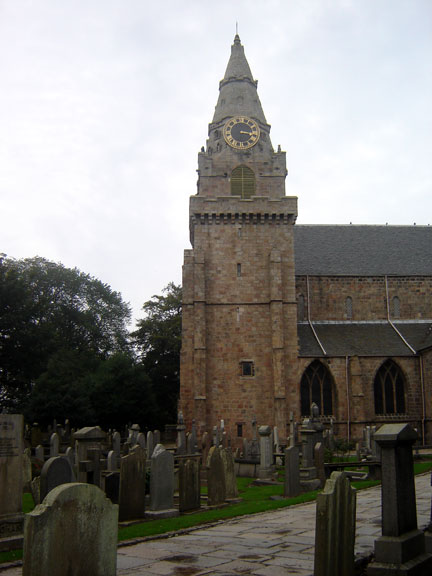
كاتدرائية القديس مشار

عادةً هي المسيحية، أكبر الطوائف في أبردين هي كنيسة إسكتلندا من خلال قسيسيين أبردين والكنيسة الكاثوليكية الرومانية. و كشف التعداد الأخير أن أبردين هي أقل المدن تديناً في إسكتلندا، بما يقرب من 43% من السكان يدعون أنهم بلا دين، والعديد من الكنائس السابقة بالمدينة تم تحويلها إلى حانات ومطاعم.
في العصور الوسطى، كانت كنسية القديس نيكولاس هي الكنيسة الوحيدة في البلدة، وأكبر ابرشيات كنائس إسكتلندا. مثل عدد آخر من الكنائس الإسكتلندية، تم تقسيمها بعد الإصلاح، وهي في هذه الحالة تم تقسيمها إلى كنائس الشرق والغرب. في هذا الوقت، كانت المدينة أيضا موطن لمنازل رهبان الكرملية (Whitefriars) ورهبان الفرنسيسكان (Greyfriars)، الأخيرة التي نجت بشكل معدل ككنيسة صغيرة بجامعة مارشيال في مطلع القرن العشرين.
كاتدرائية القديس مشار تشكلت بعد عشرين عاما من ديفيد الأول (1124-53) وحولت أسقفية ما قبل الإصلاح من مورتلاش في بانفشير إلي أبردين القديمة في عام 1137. فيما عدا أسقفية ويليام إلفينستون (1484-1511)، تقدمت المباني ببطء. غافن دنبار، الذي أعقبه في عام 1518، أكمل البناء بإضافة برجين غربيين وجناج جنوبي للكنيسة.
كاتدرائية سانت ماري هي كاتدرائية كاثوليكية رومانية على طراز قوطي، تم بنائها في عام 1859.
كاتدرائية سانت أندرو هي أسقفية كاتدرائية اسكتلندية وشيّدت في 1817
كأرشيبالد في بعثة سيمبسون الأولى. ومن الجدير بالذكر أنها قدست أول أسقف من الكنيسة الأسقفية في الولايات المتحدة.
قلعة جيش الخلاص تسيطر على نهاية شرق شارع الاتحاد.
و هناك أيضا مسجد إسلامي في أبردين القديمة ومعبد لليهود الأرثوذكس الذي شُيّد في 1945. لا توجد مباني بوذية أو هندوسية رسمية. يوجد بجامعة أبردين مجتمع بهائي صغير .

## الاقتصاد

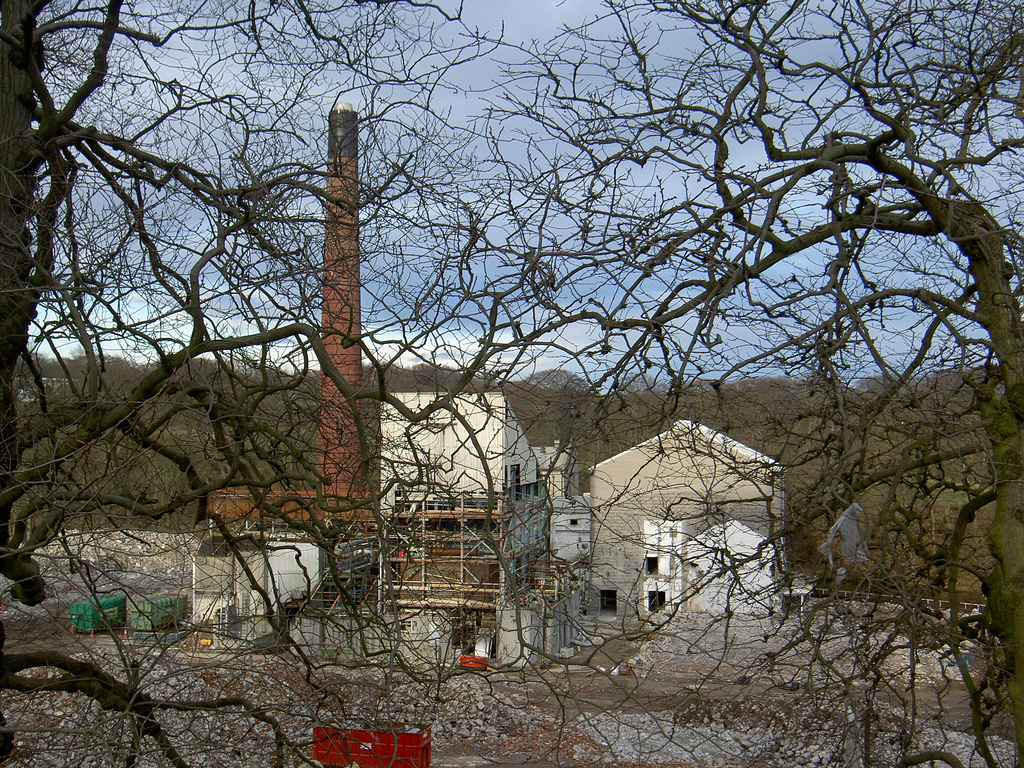
مصنع دونسايد لصناعة الورق - تحت الهدم - 15 فيراير عام 2006

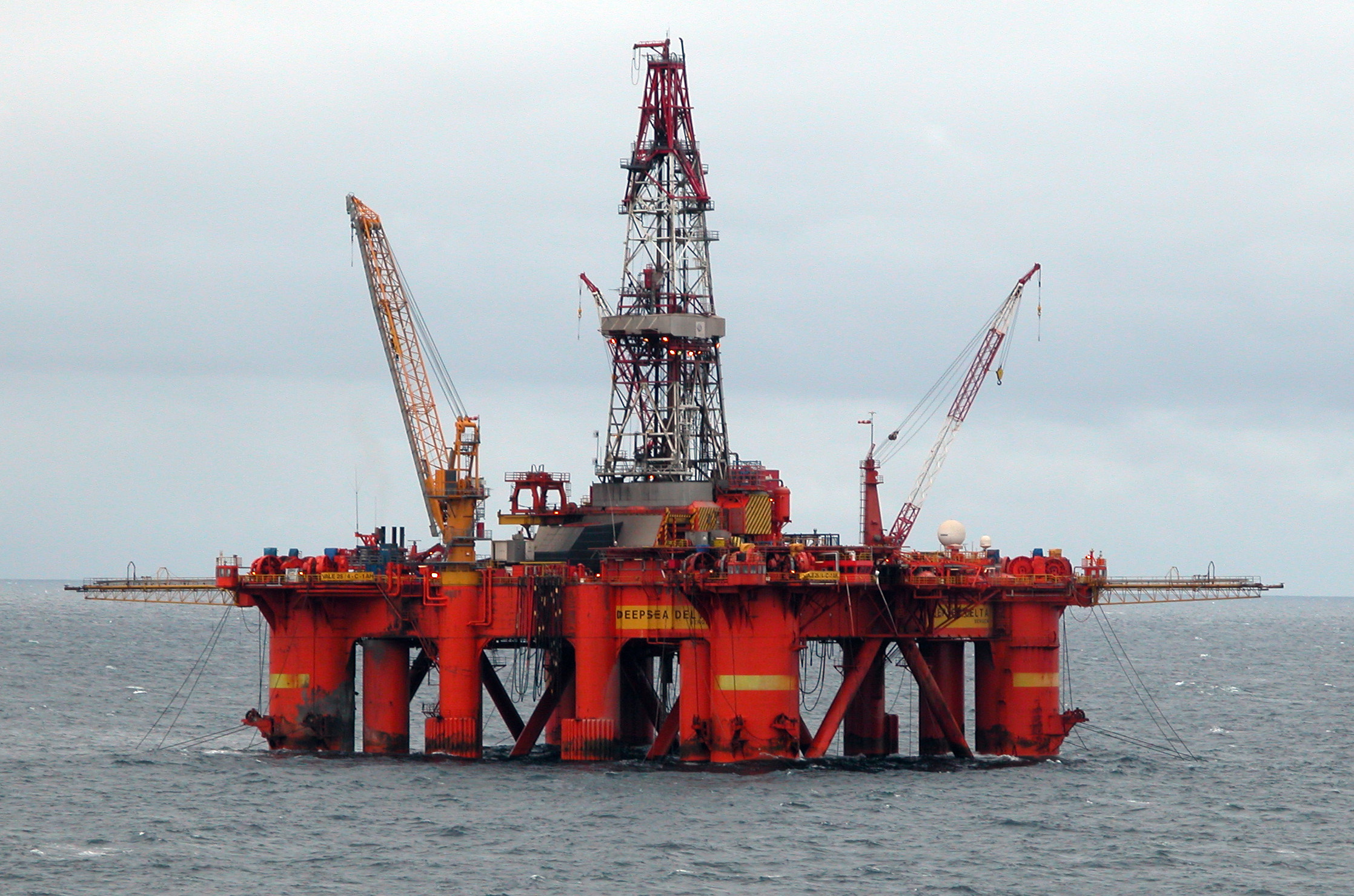
حفار التنقيب عن النفط والغاز

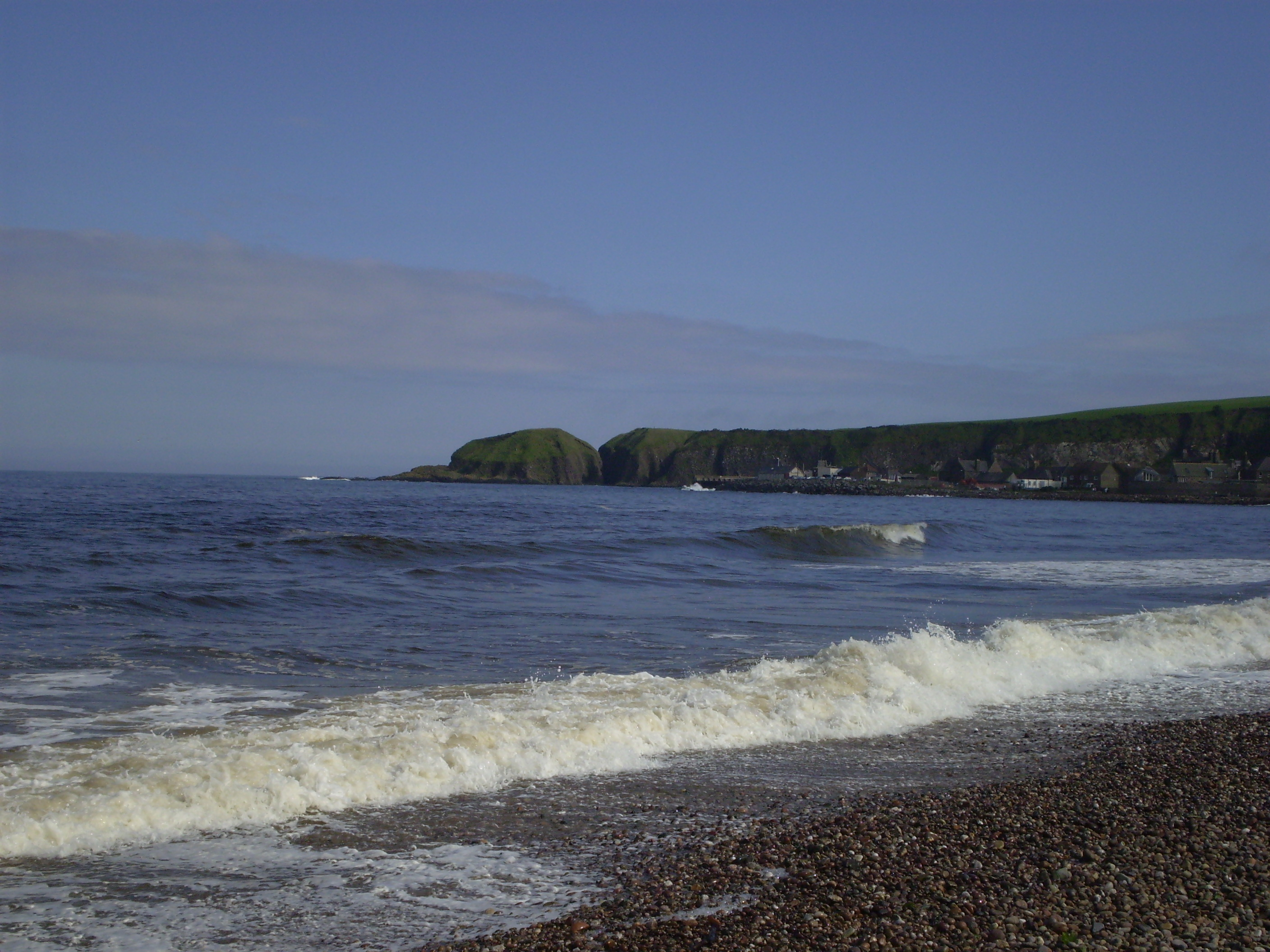
ساحل أبردين

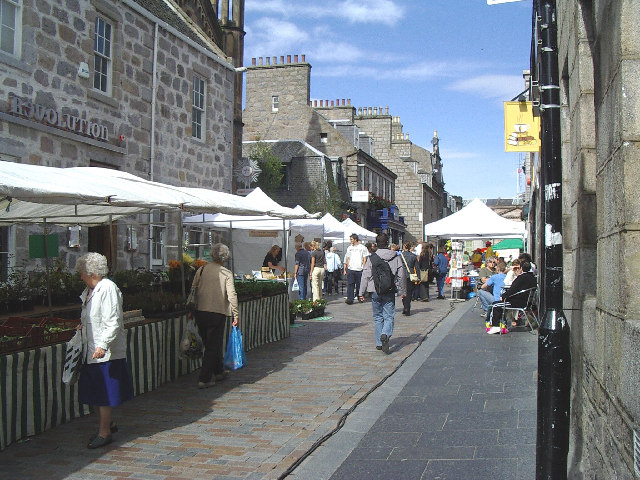
شارع بلمونت سوق المزارعين

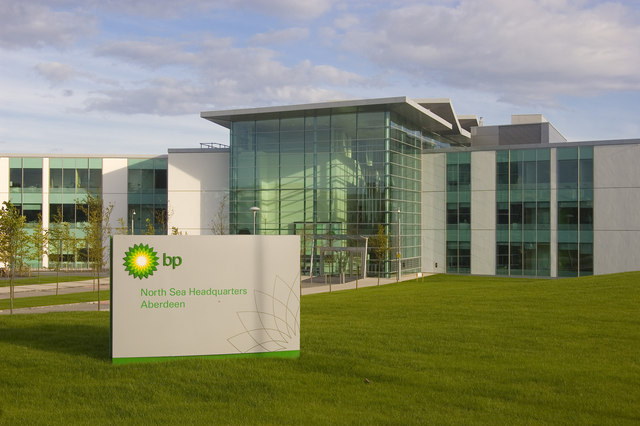
مقر بريتيش بتروليوم لبحر الشمال في آبردين

تقليديا، كانت أبردين موطنا لصيد الأسماك، ومصانع النسيج، وبناء السفن وصنع الورق. تم استبدال هذه الصناعات إلى حدٍّ كبير. التقدم التكنولوجي العالي والتصميمات الإلكترونية والتقدم الصناعي، والبحوث في مجال الزراعة والصيد صناعة البترول والتي كانت المسئولة بشكل كبير عن اذدهار اقتصاد أبردين في العقود الثلاثة الأخيرة، وهو الآن جزء هام في اقتصاد أبردين.
حتى السبيعنيات، كانت معظم صناعات أبردين الرئيسية ترجع إلى القرن الثامن عشر، وكان معظهم، صناعات النسيج، وأعمال سبك المعادن، بناء السفن وصناعة الورق، هم من أقدم الصناعات في المدينة، وكانت أول مرة يتم فيها تصنيع الورق في عام 1694. قلّت أهمية صناعة الورق منذ إغلاق مصنع دونسايد للورق في عام 2001، ومصنع ديفيدسون في عام 2005 تاركاً مصنع ستونيوود لصناعة الورقة بقوى عاملة تصلل إلى حوالي 500 عامل. انتهى إنتاج المنسوجات في عام 2004 عندما تم إغلاق شركة ريتشاردز أوف ابردين.
كان الجرانيت الرمادي يقطع في محجر روبيسلو لأكثر من 300 سنة، وكان يستخدم حجر مستطيل للرصف، وللحواجز الحجرية ولأحجار البناء، والنصب التذكارية وقطع الزينة. تم استخدام جرانيت أبردين في بناء مدرجات مجلس البرلمان وجسر واترلو في لندن. توقفت المحاجر في عام 1971.
كان الصيد هو الصناعة الغالبة يوما ما، ولمن تفوق عليه مصائد أعماق البحار، والتي استمدت قوة دافعة كبيرة من التقدم التكنولوجي خلال القرن العشرين. وقد انخفضت كميات الصيد بسبب الصيد الجائر واستخدام الميناء لسفن النفط، ومع إنها لا زالت ميناء صيد هام فإنها أصبحت تخبو بسبب الموانىء الشمالية لبيترهيد وفراستربيرف. خدمات بحوث الثروة السمكية مقرها أبردين، بما فيها المقر الرئيسي، ومختبر للأبحاث البحرية في توري.
يُنظر إلى أبردين بشكل جيد لزراعتها ولبحوث التربة التي تجري في معهد ماكولاي الذي يرتبط بعلاقات وثيقة جامعتا المدينة. معهد بحوث رويت هو مركز عالمي شهير لدراسات الطعام والغذاء ومقره أبردين. إنها أنتجت ثلاثة من الحائزين على جائزة نوبل، وهناك تركيز كبير من حياة علماء يعملون في المدينة.
كما أن هناك نمو سريع ومستمر في التصميمات الإليكترونية والصناعات المتقدمة.
مع اكتشاف مواقع البترول الهامة في بحر الشمال خلال أواخر القرن العشرين، أصبحت أبردين مركز الصناعة البترولية لأوروبا. مع ثاني أكبر ميناء طائرات الهليكوبتر في العالم، ومرفأ هام لخدمات السفن وميناء لخدمات سفن البترول الموجودة قبالة الساحل، غالبا ما يطلق على أبردين عاصمة النفط في أوروبا.
هناك الآن تركيز في الجهود لتحويل سمعة أبردين بوصفها عاصمة أوروبا للنفط إلى عاصمة الطاقة في أوروبا كمزوّد للنفط ويمكن أن يبدأ في التناقص في السنوات المقبلة، وهناك اهتمام ملحوظ في تطوير مصادر الطاقة الجديدة، والطاقة المتحولة من النفط إلى الطاقة المتجددة وصناعات أخرى
رأس المال والطاقة في أوروبا حيث إمدادات النفط قد تبدأ في التناقص في السنوات المقبلة، وهناك اهتمام كبير في تطوير مصادر الطاقة الجديدة، ونقل التكنولوجيا من النفط والطاقة المتجددة، وصناعات أخرى جارية. مبادرة "Energetica" التي تقودها مؤسسة إسكتلندية تم تصميمها لتسرع من هذه العملية.
احتلت المدينة المركز الثالث للتسوق في إسكتلندا. شوراع التسوق التقليدية هي شارع الاتحاد وشارع جورج والذي استكمل الآن بمراكز التسوق، وخاصة سانت نيكولاس وبون أكورد، ومركز أبردين التجاري. تطوير محلات جديدة للبيع بالتجزئة بـ 190 مليون جنيه إسترليني، في ميدان الاتحاد، وهي على وشك الانتهاء. تقع حدائق محلات البيع بالتجزئة الرئيسية بعيدا عن وسط المدينة وتشمل منتزه بيردين للبيع بالتجزئة، ومنتزه كيتيبريويستتير للبيع بالتجزئة ومنتزه بيتش بوليفارد للبيع بالتجزئة.
في آذار / مارس 2004، مُنحت أبردين مركز فيرتريد سيتي من قِبل مؤسسة فيرتريد. إلى جانب دندي، وتملك المكانة كأول مدينة في إسكتلندا تحصل على تلك الرتبة.

## المعالم
يشتهر التصميم المعماري لأبردين باستخدامه الأساس لجرانيت العصر الفيكتوري، والذي أدى اسمها المحلي المستعار مدينة الجرانيت أو بطريقة أكثر رومانسية وأقل شهرة في الاستخدام المدينة الفضية، منذ تألق الكوراتز بالحجر في الشمس.
الحجر الرمادي القوي هو أحد أكثر المواد المتاحة المتينة ويساعد في تفسير لماذا تبدوا مباني المدينة جديدة كل الجدة عندما تم تنظيفها حديثا وتم تلميع الإسمنت. خلافاً لغيرها من المدن الإسكتلندية حيث أن استخدام الصخر الرملي في المباني لا يتأثر بالعوامل الجوية ويحتاج إلى صيانة بنائية قليلة في عملهم البنائي.

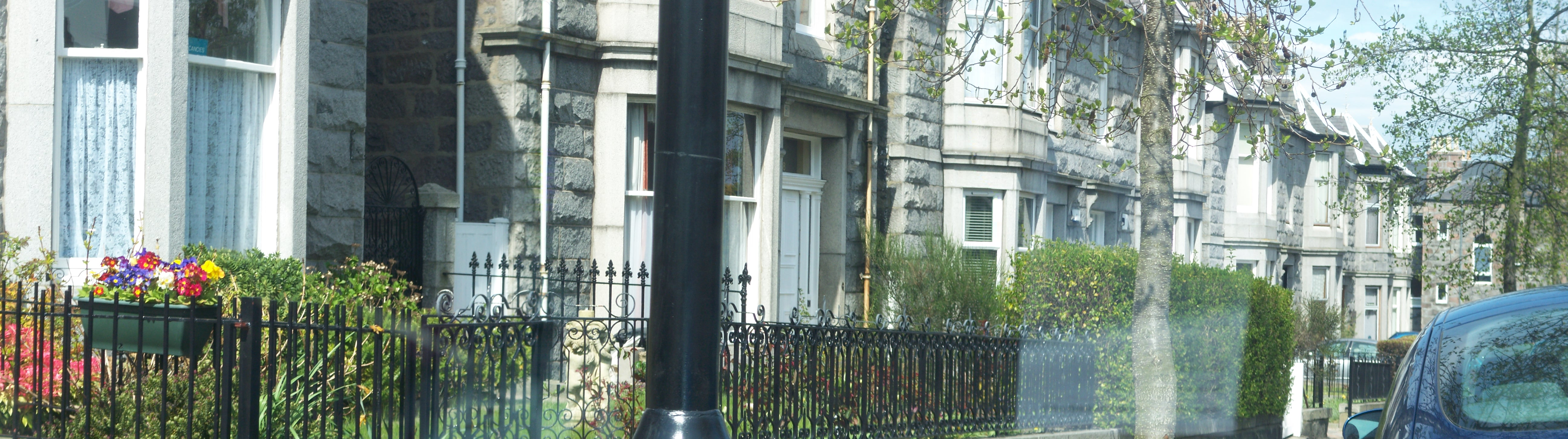
واجهة من الجرانيت لصف من المنازل في وسط أبردين

من بين أبرز المباني في الشارع الرئيسي للمدينة، شارع الاتحاد، هو بنك تاون أند كانتري، وقاعة الموسيقى، قاعة ترينتي للتجارات المتكاملة (أنشئت بين 1398 و1527) والآن مركز التسوق التجاري، والمكتب السابق لشركة نورث أشورانس، والبنك الوطني لإسكتلندا. في كاسل ستريت، استمرارا شرقا من شارع الاتحاد، يقع تاون هاوس، الذي بُني في 1873 من قبل بيدي وكينير.
تقع كلية مارشيال على شارع برود، وافتتحه الملك إدوارد السابع في عام 1906، هي ثاني أكبر مبنى من الغرانيت في العالم (بعد مدينة إسكوريال، بمدريد).

## النقل

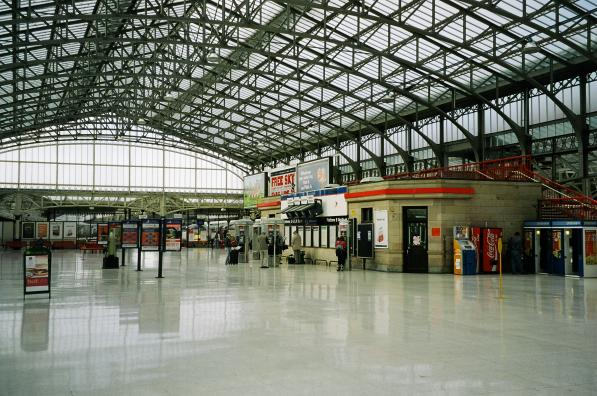
محطة سكة حديد ابردين

مطار أبردين (ABZ) في دايس في الشمال من المدينة، يخدم عددا الجهات المحلية والدولية بما فيهم فرنسا وهولندا وأسبانيا وبلجيكا والنمسا وأيرلندا والدول الإسكندنافية. مهبط طائرات الهليكوبتر يخدم صناعة النفط وخدمات الإنقاذ هو واحد من أزحم مطارات طائرات الهليكوبتر التجارية في العالم.
محطة سكة حديد أبردين الرئيسية على شبكة السكك الحديدية الخاصة بالمملكة المتحدة ويربطها مباشرة بالمدن الرئيسية مثل أدنبره وغلاسكو ولندن. ويجري حاليا تحديث للمحطة لجعلها تنتمي للعصر الحديث. في عام 2007 تم عمل إضافات جديدة وتم بناء مكتب تذاكر جديد في المبني.
حتى عام 2007، كان طراز مباني الخمسينيات لمحطة الأتوبيس في شارع جيلد يخدم مواقع لخارج المدينة، ومنذ ذلك الحين تحولت إلى أن قدمت كمحطة أتوبيس جديدة وحسنة فقط 100 متر في الشرق من شارع ماركت كجزء من تطوير ميدان الاتحاد.
و هناك ست طرق رئيسية في داخل وخارج المدينة. A90 هو الطريق الرئيسي لداخل المدينة من الجانب الشمالي والجنوبي، ليصل أبردين بأدنبرة وبريشن وبيرث في جنوب إلون، وبيترهيد وفريسربيرف في الشمال. طريق A96 يصل إلجين وإينفيرنيس والشمال الغربي. و A93 هو الطريق الرئيسي إلى الغرب باتجاه رويال ديسيد وكيرنجورمس. بعد بيرمار فإنه يتجه إلى الجنوب، وتوفير بديل لطريق سياحي بيرث. كذلك فإن طريق A944 يتجه للغرب، من خلال ويست هيل وإلى ألفورد. كان طريق A92 هو الطريق الأصلي لأبردين قبل بناء طريق A90، ويستخدم الآن كطريق للسياحة، ليربط مدن ممونتروز وأربروث وعلى الساحل الشرقي. طريق A947 يُخرج المدينة عند دايس ويمضي إلى نيوماتشار وأولدميلدرام وتيريف وينتهي أخيرا عند بانف وماكداف.
يُعتبر ميناء أبردين هام بوصفه الأكبر في شمال إسكتلندا وكطريق عبارات إلى جزر أوركني وشتلاند
كانت فيرست جروب هي أول من قام بتشغيل حافلات المدينة تحت اسم فيرست أبردين، مثل خليفُه ل جرامبيان ريجونال ترانسبورت (GRT) وشركة أبردين ترام وايز. أبردين هي المركز الرئيسي لشركة فيرست جروب العامة المحدودة، بعد أن نمت من محموعة جي أر تي.فيرست لا يزال مقرها عند محطة سيارات ترام أبردين السابق في شاريع الملك،  وسريعا ما سيتم تطويره إلى مركز رئيس عالمي ومحطة حافلات أبردين.
مجموعة ستاجكوتش تدير أيضا الحافلات في أبردين وأبردين شاير تحت اسم ستاجكوتش بلوبيرد. أيضا، غيرها من شركات الحافلات (مثل ميجاباص) تدير الحافلات من محطة الحافلات إلى أماكن في شمال وجنوب المدينة.
تتصل أبردين بالمملكة المتحدة عن طريق دورة الشبكة الوطنية، ولها طريق إلى الجنوب يصلها بالمدن مثل داني وإدنبرة وأخر في إلى الشمال والذي يتشعب 10 ميل من المدينة إلى طريقان مختلفان يتجهان إلى إينفرنيس وفريسبيرف على التوالي. يوجد طريقان للمشاة مشهوران على وجه الخصوص بجانب طريق السكة الحديد هم طريق ديسايد إلى بانكوري (و الذي يؤدي في النهاية إلى بلاتار) وطريق فورمارتين وبوتشان إلى إلون، يستخدم كلاهما من قبل مزيج من راكبي الدراجات المشاة وأحيانا الخيول. و لها أربع متنزهات ومواقع للركوب والتي تخدم المدينة وستونهيفن وإلون (بحوالي 12 إلى 17 ميل خارج مركز المدينة) وكينجسويل ودون (بحوالي 3 إلى 4 ميل خارج مركز المدينة) .

## التعليم

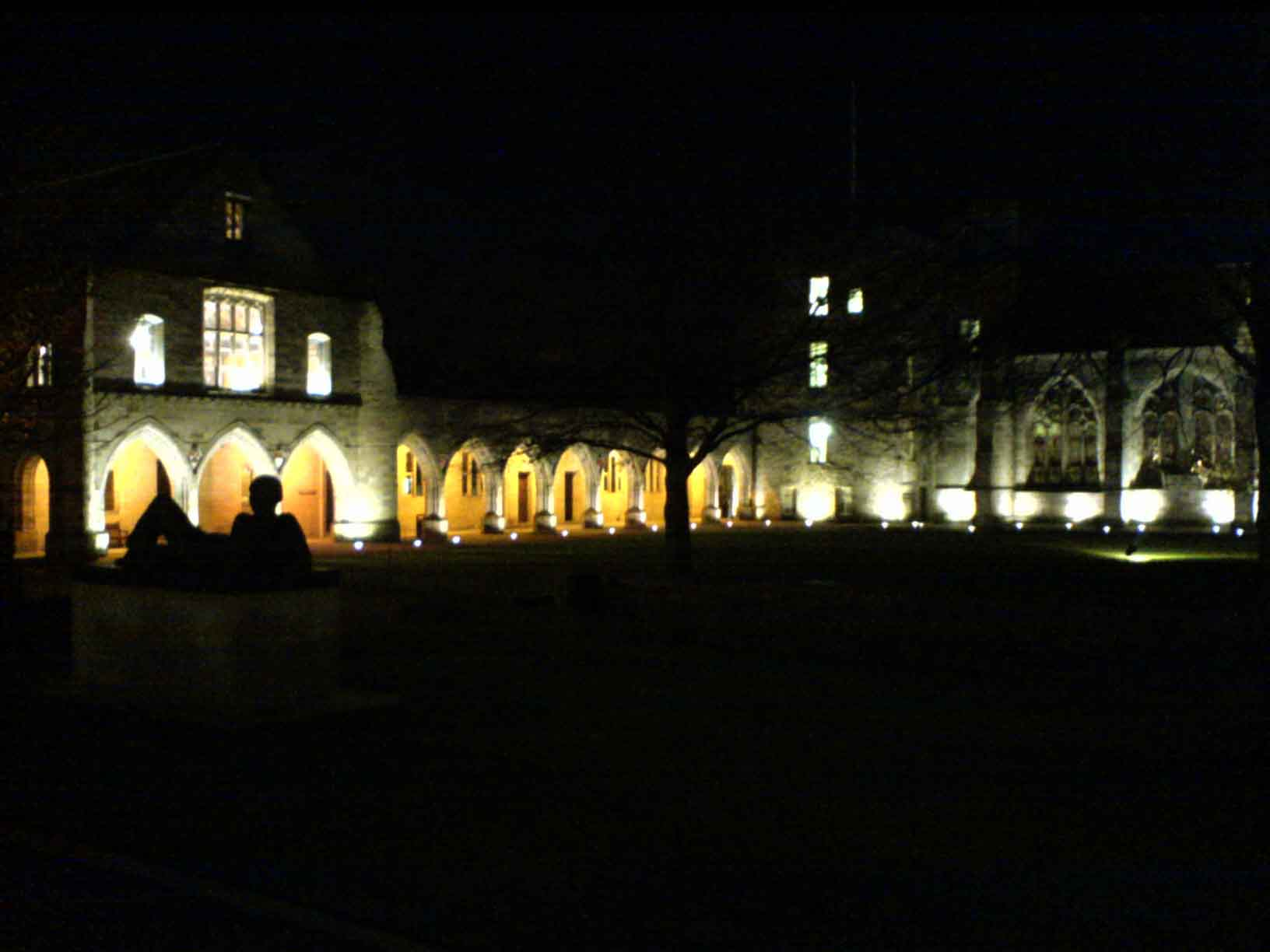
جامعة أبردين، إلفينستون هول

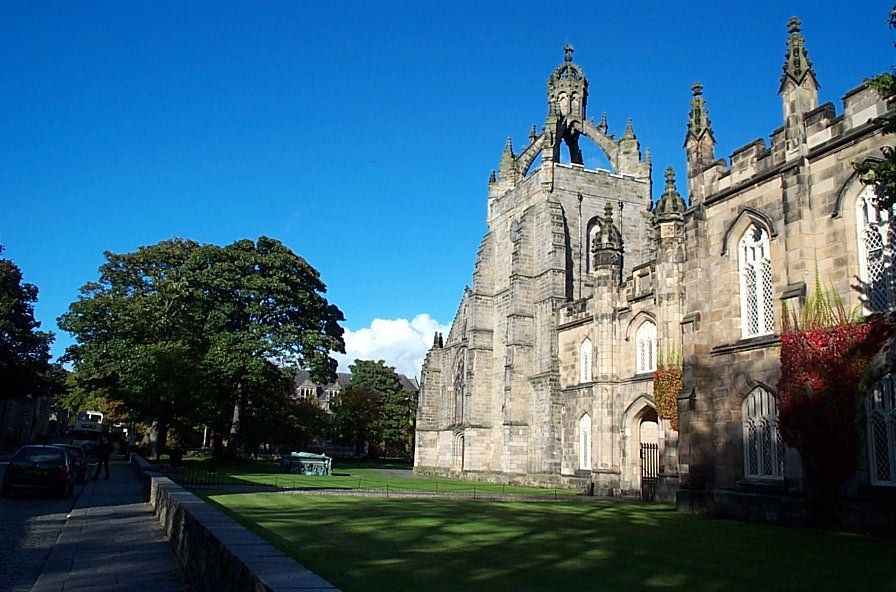
كلية الملك، ابردين القديمة

### الجامعات والكليات
لدي ابردين جامعتان، جامعة أبردين وجامعة روبرت جوردن. تبلغ نسبة طلاب أبردين 11.5% أعلى من المتوسط الوطني 7%.
بدأت جامعة أبردين حياتها ككلية الملك، تأسست أبردين في عام 1495 من قبل ويليام إليفنسون (1431-1514)، أسقف أبردين ومستشار إسكتلندا. كلية ماريشال، وهي مؤسسة مستقلة، تأسست في أبردين «الجديدة» من قبل جورج كيث، وايرل ماريشال الخامس من إسكتلندا في 1593. وتم دمج هذه المؤسسات ليشكّلوا جامعة أبردين الحالية في 1860. الجامعة هي أقدم خامس جامعة في العالم الناطق بالإنكليزية.
كلية روبرت غوردون (في الأصل مستشفى روبرت غوردون) تأسست في 1729 من قبل التاجر روبرت غوردون، حفيد صانع الخريطة روبرت غوردون من سترالوتش، ووهبت بعد ذلك في 1816 من قبل ألكسندر سيمبسون من كوليهيل. في الأصل تم تكريسها لتعليم وإعالة أبناء الفقراء المواطنون من النقابة والتجارة في المدينة، فقد تم إعادة تنظيمها في عام 1881 بوصفها مدرسة ليلية ونهارية للتعليم الثانوي والتقني. في 1903، كان التعليم المهني من الكلية قد صمم كمؤسسة مركزية وغير اسمها لـ معهد روبرت غوردون التكنولوجيي في عام 1965. في عام 1992، بعد الحصول على مركز جامعة وأصبحت جامعة روبرت غوردون.
أبردين أيضا موطنا لاثنين من المدارس الفنية: مدرسة غراي للفنون، التي تأسست في 1886، وهي واحدة من أقدم كليات الفنون المنشأة في المملكة المتحدة، والآن تدمج في جامعة روبرت غوردون، وأما كلية سكوت ساذرلاند للهندسة المعمارية والبيئة البنائية، والتي تقع على حرم جارثدي الجامعي في جامعة روبرت غوردون، بجوار مدرسة غراي للفنون.
لدى كلية أبردين عدة أحرم في المدينة، وتقدم مجموعة واسعة من الدورات الدراسية التي تقدم كجزء من الوقت، كوقت كامل مما يؤدي إلى العديد من مختلف المؤهلات. وهي أكبر مؤسسة تعليمية أخرى في إسكتلندا.
فإن كلية الزراعة الإسكتلندية تقع على مشارف أبردين في كريبستون إستيت، التي تقع على طريق A90 الدائري إلى مطار دايس. وتوفر ثلاث خدمات - التعلم والبحث والاستشارات. وتقدم الكلية العديد من الدورات التدريبية القائمة على الأرض، مثل الزراعة والريف والإدارة وإدارة البيئية المستدامة وإدارة أعمال المناطق الريفية والتي تثبت أنها الأكثر شعبية. وهناك مجموعة متنوعة من الدورات الدراسية من الدبلوما إلى درجات الماجستير .

### المدارس
و يوجد حاليا 12 مدرسة ثانوية و 54 مدرسة ابتدائية والتي تُدار من قِبل مجلس المدينة. من أبرزهم مدرسة أبردين للنحو (تأسست في عام 1257)، أكاديمية هارلاو، أكاديمية كالتس، وأكاديمية أولدماتشار والذي تم تصنيفهم في قوائم دوري أفضل 50 مدرسة إسكتلندية التي نشرتها التايمز في 2005.
وهناك عدد من المدارس الخاصة في أبردين ؛ كلية روبرت غوردون، مدرسة ألبين للبنات (أصبحت مشترك تعليميا اعتبارا من عام 2005)، ومدرسة سانت مارغريت للبنات، ومدرسة هاميلتون (مدرسة مونتيسوري)، المدرسة الفرنسية كلياً (لعائلات الفرنسيين العاملين في النفط)، ومدرسة أبردين الدولية ومدرسة والدورف / شتاينر.
المدارس الابتدائية في أبردين تشمل مدرسة إيرهول الابتدائية، ومدرسة ألبين، مدرسة أشلي رود الابتدائية، مدرسة كورنهيل الابتدائية (أكبر مدارس المدينة)، مدرسة كالتر الابتدائية، و مدرسة جيلكومستون الابتدائية، ومدرسة جلاشيبيرن الابتدائية، ومدرسة جرين بري الابتدائية، ومدرسة هاميلتون، ومدرسة مايل-إند، وكلية روبرت جوردن ومدرسة سكيني سكوير الابتدائية، ومدرسة سانت جوزيف الابتدائية ومدرسة سانت مرجريت للبنات.

## الثقافة

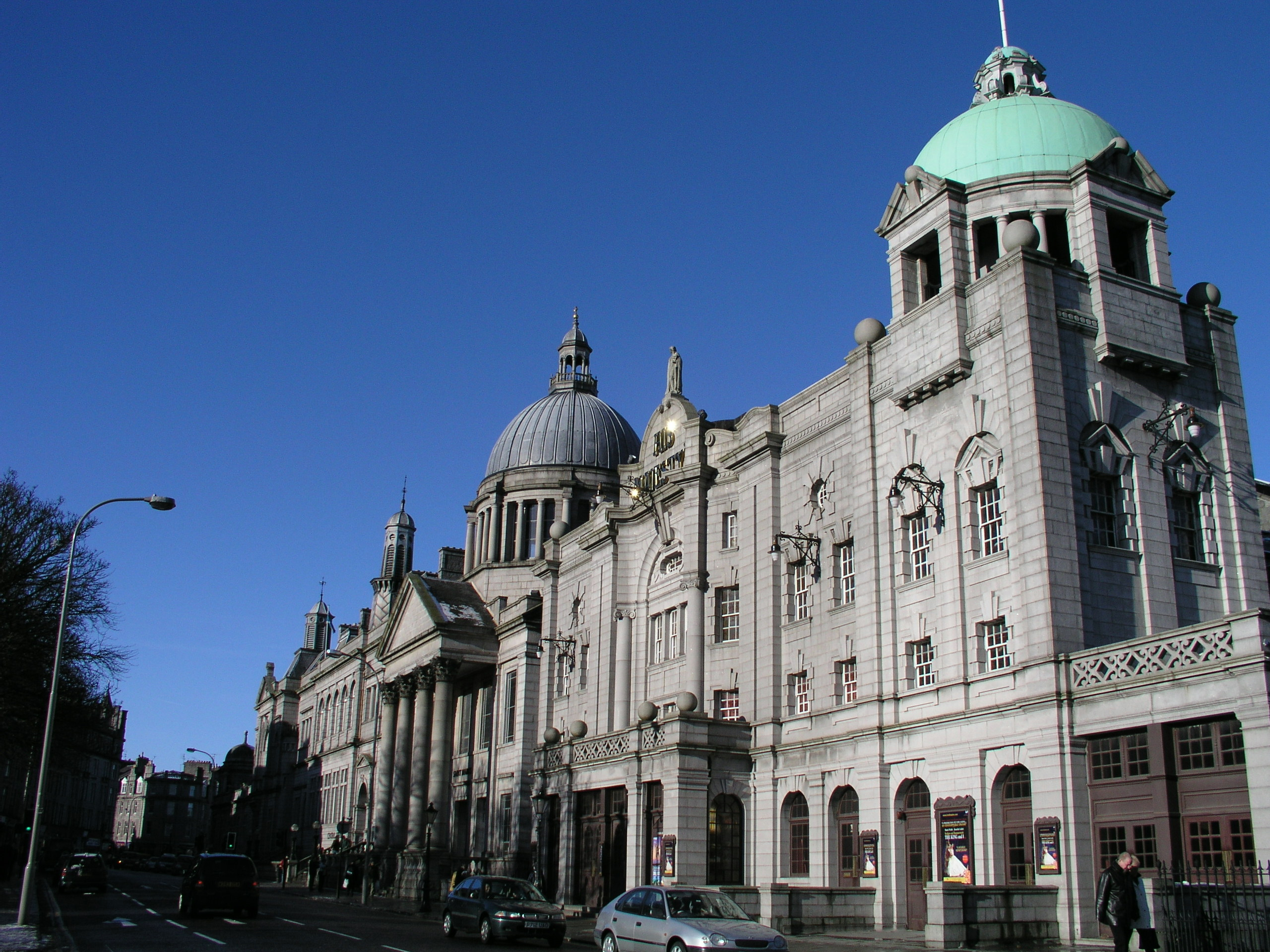
مسرح صاحب الجلالة

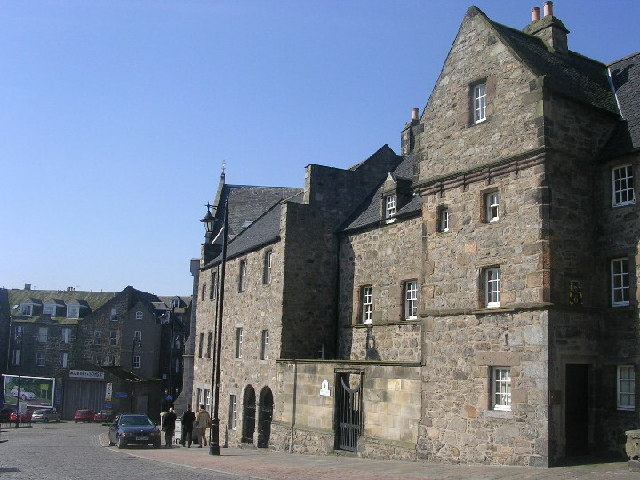
النظر إلى أسفل Shiprow مع منزل Provost Ross على اليمين

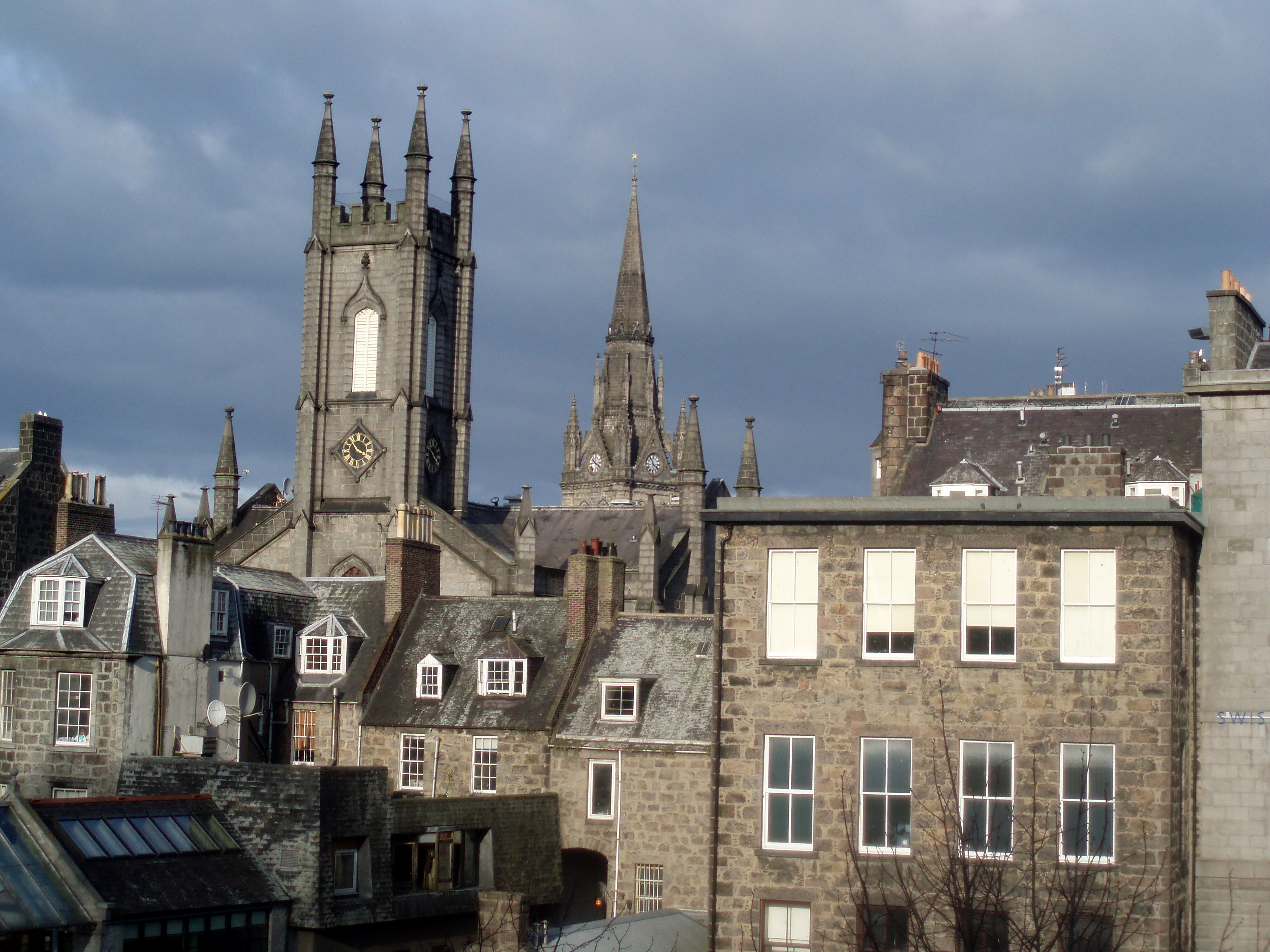

للمدينة مجموعة كبيرة من الأنشطة الثقافية، وسائل الراحة والمتاحف. يزور المدينة بانتظام فرق الفنون الوطنية الإسكتلندية. معارض الفنون في أبردين هي تشكلية من من المدارس الانطباعية والفيكتورية والإسكتلندية ولوح القرن العشرين البريطانية وأيضا مجموعة من الفضيات والزجاج. ويشمل أيضا تركة ألكسندر ماكدونالد، ومجموعة من أعمال أواخر القرن التاسع عشر تم التبرع بها للمتحف من قبل أول متبرع ومجموعة متغيرة باستمرار من الأعمال المعاصرة وزيارة المعارض العادية.

### المتاحف وصالات العرض
يقع متحف أبردين البحري شيبرو، ويحكي قصة صلات أبردين بالبحر من أيام الإبحار والسفن الشراعية لآخرها تكنولوجيا التنقيب عن النفط والغاز. ويحتوي علي 8.5 متر (28 قدما) نموذج عالي من رصيف موريشسون لإنتاج النفط وتركيب للقرن التاسع عشر مأخوذ من منارة راتراي.
منزل رئيس البلدية بروس هو ثاني أقدم مسكن في المدينة. بُني في 1593، وأصبح رئيس البلدية جون روس من أرناج في 1702. يحتفظ المنزل بعض من مميزات العصور الوسطي، بما في ذلك المطبخ والمدفئات والأسقف. متحف جوردون هايلاندر يحكي قصة عن أحد أشهر فترات الحكم الإسكتلندية.
يحمل متحف ماريشال مجموعات رئيسية من جامعة أبردين، التي تضم نحو 80,000 قطعة في مجالات الفنون الجميلة، التاريخ الإسكتلندي وعلم الآثار، والأوروبيية والبحر المتوسط وآثار الشرق الأدنى. العرض الدائم والمجموعات المرجعية تتزايد بالمعارض المؤقتة العادية.

### فنون الأداء
أبردين هي موطن استضافة العديد من الأحداث والمهرجانات بما فيهم مهرجان أبردين الدولي للشباب (أكبر مهرجان فني للفنانون الشباب)، مهرجان أبردين لموسيقى الجاز، روتين أبووت (موسيقي شعبية وموسيقة أصلية يقام الحدث في ليمون تري)، تربيتيك، ومهرجان أبردين الأدبي للكلمة.
في عام 2006 لعب سيمون فاركوار رينبو كيس وأداها على قاعة مسرح رويال بلندن. للمخرج ريتشارد ويلسون وبطولته جو مكفادين ودون ستيل، وكانت المسرحية عبارة عن تصوير للحياه في أبردين، على الرغم من المحتوى الجنسي القوي والعنف فاز بإطرائات شديدة من الصحافة الليبرالية ولاقى استحسان نائب أبردين الجنوبية آن بيج.

### الموسيقى والأفلام
مشاهد الموسيقى في أبردين تشمل تنوع من الموسيقى الحية بما فيهم الحانات وجوقة الكنائس حانات شارع بلمونت معروف بشكل خاص بتقديمها للموسيقى الحية. سيليده أيضا معتاد في قاعات المدينة. تشمل المسارح المشهورة المورنينجس، الليمون تري، دراموند، موشولو (يملكه الآن بارفلي)، سنافو، التانيل ومعرض أبردين مركز المؤتمرات وقاعة أبردين للموسيقي.
و يشمل أبرز موسيقيين أبردين إفيلن جليني وآني لينوكس. الملحنون المعاصرون هم جون ماكليود ومارتن دالبي هم أيضا من أبردين.
السينما الثقافية والعمل التعليمي وأحداث الأفلام المحلية تقدمها بلمونت بيكتشرهاوس.
و على شارع بلمونت، بيكوك للفنون البصرية وفوير .

### المساحات المفتوحة

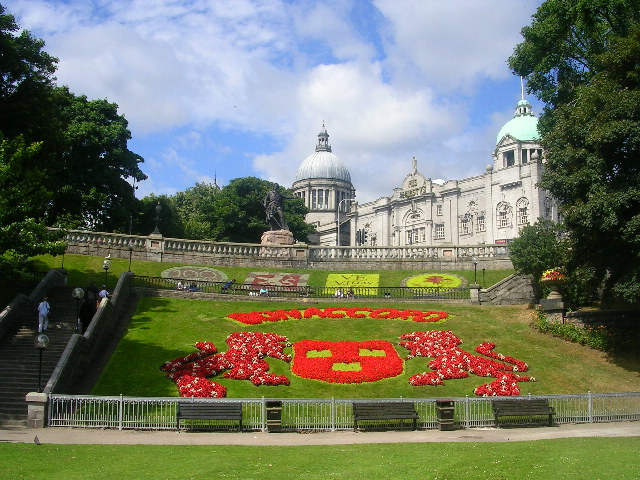
حدائق يونيون تراس

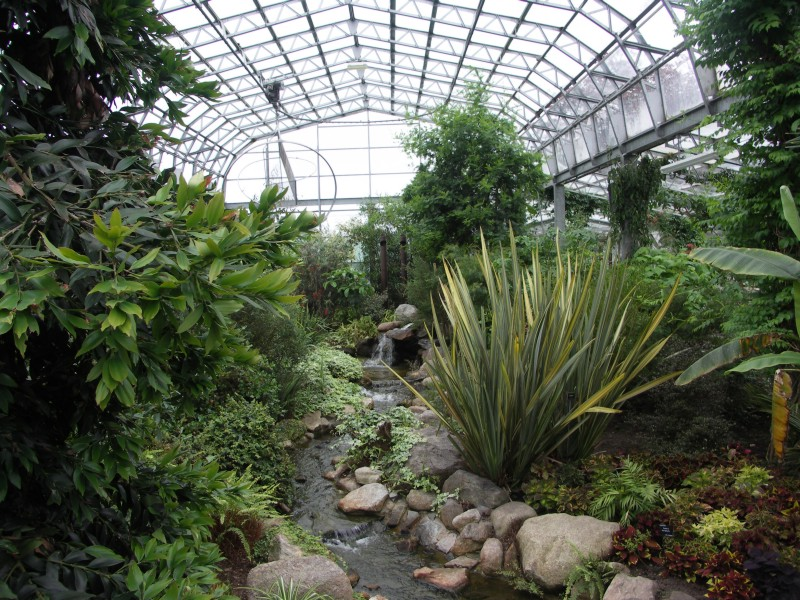
حدائق دوثي بارك الشتوية

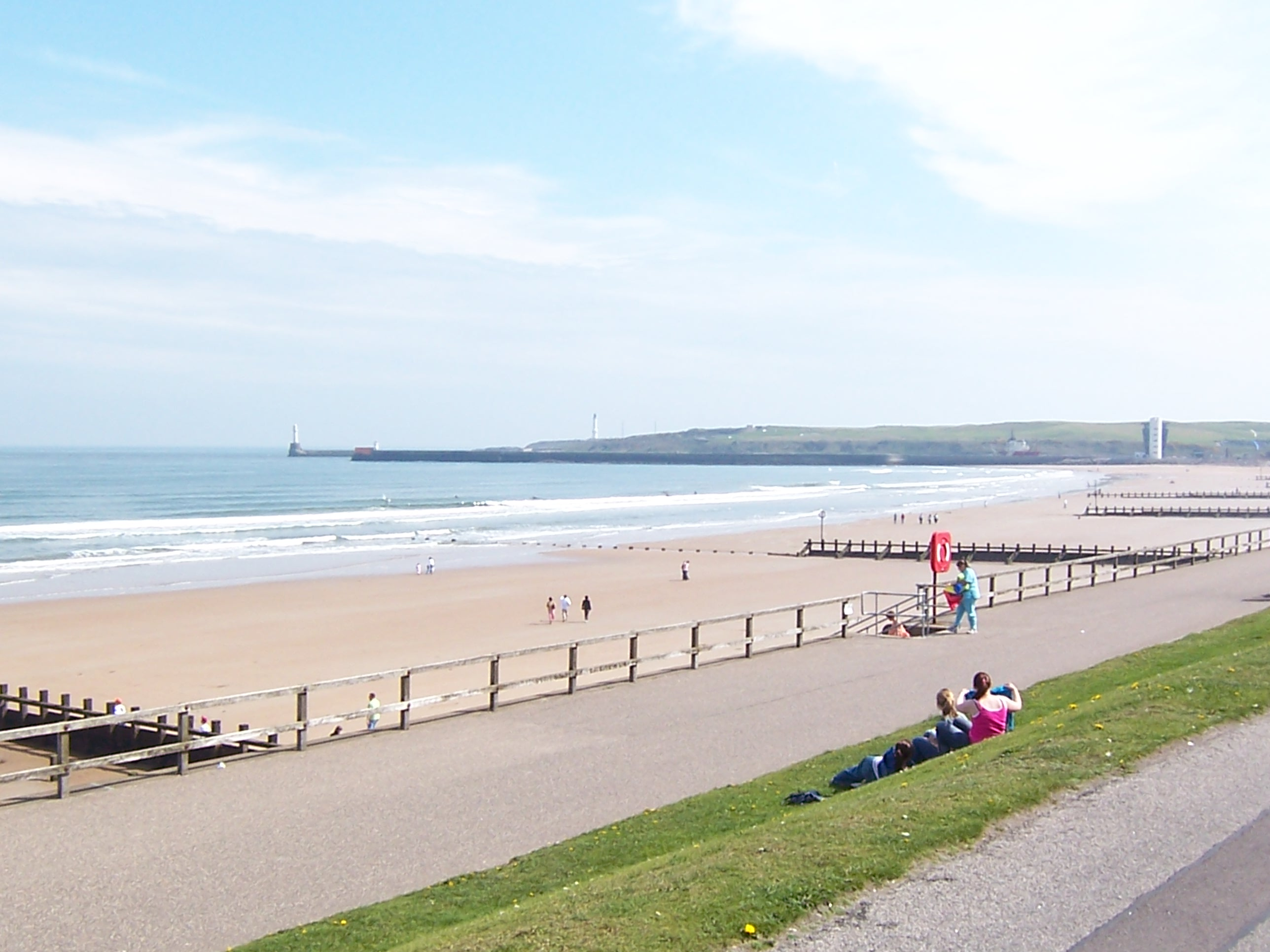
شاطىء أبردين

اشتهرت أبردين منذ فترة طويلة بمنتزهتها وحدائقها ال45 الرائعة، ومعارض الزهور المنتشرة في المدينة والتي تحتوي على مليوني زهرة وإحدى عشر مليون زهرة نرجس بري وثلاثة مليون من نبات الزعفران. فازت المدينة بجائزة بريطانيا تتفتح الخاصة بمجتمع هورتيكالتشر الملكي كـ «أفضل مدينة» عشرات مرات،  وفي إجمالي مسابقة إسكتلندا تتفتح عشرين مرة،  وفي فئة المدينة الكبيرة كل عام منذ 1968. وفي مرحلة ما بعد فوزها لمدة تسع سنوات على التوالي، حظرت بريطانيا أبردين من المنافسة في مسابقة بريطانيا تتفتح لإعطاء فرصة لمدن أخرى. فازت المدينة عام 2006 في مسابقة إسكتلندا تتفتح جائزة «أفضل مدينة»
بجانب جائزة المدن تتفتح الدولية. فازت ضاحية دايس أيضا بجائزة المدن الصغيرة.
افتتح منتزه دوثي في عام 1899 على الضفة الشمالية لنهر دي. تم إهداء اسم الحديقة والحديقة من الآنسة إليزابيث كرومبي دوثي من روثريستون في عام 1881. لها حدائق واسعة، تل به زهور، بركة قوارب، منصة للفرقة تعزف في الهواء، منطقة لعب وأيضا ثاني أكبر حديقة مغلقة في أوروبا يطلق عليها حديقة ديفيد ويلش الشتوية. منتزه هازلهيد، هو كبير وكثيف يقع على مشارف المدينة، هو مشهور بالمتجولين في الغابات، وعشاق الرياضة والطبيعة والمتنزهين. فهناك ملاعب كرة قدم، وملعبين للغولف، وملعب ل "رمية وضرب" ومدرسة ركوب خيل.
يعود الفضل غالبا لفوز أبردين في مسابقة بريطانيا تتفتح إلى حدائق جونستون منتزه صغير على مساحة واحد هكتار على الطرف الغربي من المدينة محتوياً على مختلف أنواع الزهور والنباتات والتي تشتهر بجمالها. لُقبت الحديقة في عام 2002 أفضل حديقة في بريطانيا.
كانت حديقة سيتون سابقا منزل خاص، يقع على حافة أراضي كاتدرائية القديس مشار. يحتفظ ممشى الكاتدرائية بالطراز الرسمي مع تنوع كبير في النباتات موفراً مظهر محبب. تحتوي الحديقة على عدة مناطق أخرى بأسلوب مغاير لذلك.
اُفتتحت حدائق يونيون تراس عام 1879 وتقع في وسط المدينة. بينما أصبحت في السنوات الأخيرة، قليلة الاستخدام وهناك عدة خطط لتحسينها، بما في ذلك مبنى مركز الفنون بالحدائق. غير أنه في الآونة الأخيرة وافق رجل أعمال شهير بأبردين، السير ايان وود جزئيا على تمويل الخطط ليصنع ميدان مدني ضخم عن طريق رفع الحديقة وتغطية الأماكن المجاورة وخطوط السكة الحديد.
و تقع بجوار بعضها البعض، منتزه فيكتوريا ومنتزه ويستبارن ليغطي ما بينهما. 26 أكر (110,000 م2)افتتح منتزه فيكتوريا في 1871. يوجد صوبة زجاجية تستخدم كمنطقة مقاعد ونافورة مصوعة من أربعة عشر نوع مختلف من الجرانيت، مقدمة إلى الشعب من مالكي ومصقلي الجرانيت في أبردين. يقابلها في الشمال منتزه ويستبارن والذي اُفتتح عام 1901. بمساحتة العشبية الكبيرة يستخدم على نطاق واسع كساحة للرياضة. هناك مركز كبير للتنس بملاعب خارجية ومغطاه، طريق للأطفال راكبي الدراجات، منطقة لعب ومساحة خضراء للعبة باولس لون.

### اللهجة
استمع إلى تسجيلات لمتحدث إسكتلندي من أبردين.
اللهجة المحلية للولاند الأسكتلندية تعرف غادة بدوريك، ويتحدث بها ليس فقط في المدينة، ولكن في جميع أنحاء شمال شرق إسكتلندا. تختلف نوعا ما عن غيرها من اللهجات الأسكتلندية أبرز شيء فيها هو نطق حرف "f" حيث تكتب "wh" و"ee " لما هو أساسي في الإنجليزية يمكن أن تكتب عادة "oo " (الاسكتلندية ui) في كل عام مهرجان دوريك السنوي  يقام في أبردينشاير للاحتفال بتاريخ لغة الشمال شرق. وكما هو الحال مع جميع اللهجات الإسكتلندية في المناطق الحضرية، لا يتحدث بها على نطاق واسع، مثلما كان عليه الحال في أبردين.

### وسائل الإعلام
أبردين هي موطن أقدم صحيفة في إسكتلندا بريس أند جورنال "صحافة وصحيفة"، نشرت لأول مرة عام 1747. بريس أند جورنال وصحيفتها الشقيقة إيفنينج إكسبريس  «إكسبريس المسائية» يطبعوا ستة أيام في الأسبوع من قبل أبردين جورنالز. وهناك صحيفتان حرة: أبردين ريكورد بي إم، وأبردين سيتيزن.
هيئة الإذاعة البريطانية في إسكتلندا استوديو صغير في أبردين في منطقة بيتشجروف، وتنتج بي بي سي أبردين برامج  بيتشجروف جاردن التلفزيونية والإذاعية. المدينة أيضا هي موطن إس تي في نورث (تلفزيون جرامبيان سابقاً)، والذي كان يقدم برامج الأخبار الليلية الإقليمية، وأخبار إس تي في للساعة السادسة، وأيضا إعلانات تجارية محلية. يوجد مقر المحطة عند كرايجشو بيزنس بارك في تيلوس، وكانت مقامة على إستديوهات أكبر في كوين كروس من سبتمبر 1961 حتى يونيو 2003.
و يوجد هناك ثلاث محطات للإذاعة التجارية التي تعمل داخل المدينة، إذاعة نورثساوند والتي تُدير نورثساوند وان ونورثساوند تو، ومحطة مستقلة أوريجنال 106. و تشمل المحطات الإذاعية الأخرى NECR FM ومحطة DAB و shmu FM  التي يديرها Station House Media Unit والتي تدعم أعضاء المجتمع لتصبح أول محطة إذاعية في أبردين (و الوحيدة) التي تعمل لوقت كامل للمجمتع، وتُبث على

## الرياضة

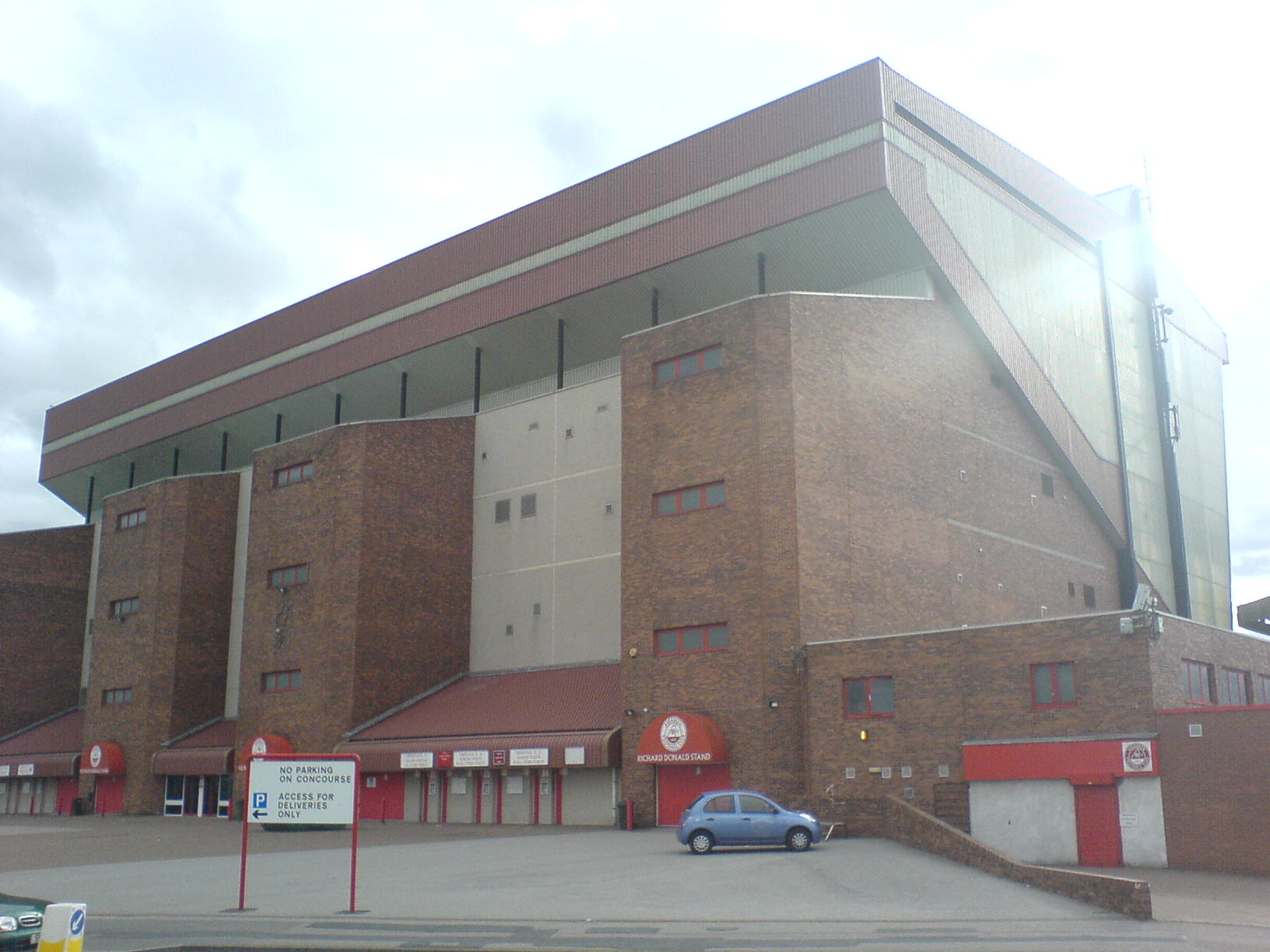
Pittodrie's Dick Donald Stand

### كرة القدم
يلعب نادي الدوري الاسكتلندي الممتاز لكرة القدم، أبردين إف سي في بيتودري. فاز النادي ببطولة كاس أندية السوبر في عام 1983 وبطولة الدوري الممتاز الاسكتلندية أربع مرات (1955 و 1980 و 1984 و 1985) و بكأس إسكتلندا سبع مرات (1974 و 1970 و 1982 و 1983 و 1984 و 1986 و 1990).
الفرق الكبيرة الأخرى هم فريق كوف رينجرز أف سي من دروي هايلاند لكرة القدم (HFL)، الذي يلعب في منتزه آلن في ضاحية خليج كوف، وعلى الرغم من أنهم سوف ينتقلون إلى منتزه كالدر حالما يتم بناؤه لتعزيز فرصهم في الحصول على دوري إسكتلندا لكرة القدم. فاز كوف ببطولة HFL في عام 2001 وعام 2008.
كما كان يوجد فريق كبير تاريخي هو بون أكورد إف سي والذي لم يعد يلعب. فرق محلية تشمل بانكس أو دي إف سي وكالتر إف سي وإف سي ستونيوود وجلينتانر إف سي وهيرميس إف سي.

### اتحاد الركبي
استضافت أبردين كاليدونيا ريدز وهو منخب ركبي اسكتلندي قبل أن يندمج في جلاسجو ووريورز عام 1998. المدينة هي أيضا موطن لنادي أبردين للركبي BT Premiership Division Two و GSFP و RFC الذين يلعبون عند ساحة لعب روبيسلو وأبردينشاير RFC والذي أُسس عام 1875 ويلعب في كبار وصغار للرجال وصغار للسيدات وقسم تتش من Woodside Sports Complex وأيضا أبردين واندررز RFC. لاعب واندررز السابق جيسون وايت كان كابتن فريق اتحاد الركبي الوطني.
في عام 2005 قال رئيس SRFU أنه يأمل في نهاية المطاف إلى إنشاء فريق من المحترفين في أبردين. وفي تشرين الثاني / نوفمبر 2008 استضافت المدينة الركبي الدولي في ملعب بيتودري بين اسكتلندا وكندا، مع فوز إسكتلندا 41-0.

### الجولف
تم تأسيس نادي أبردين الملكي للجولف عام 1780 وهو أقدم نادي للجولف في أبردين، استضاف بطولة بريطانيا للكبار المفتوحة عام 2005. للنادي ملعب آخر وهناك ملاعب جولف عامة في أوشميل وبلانجاسك وهازلهيد و روابط الملك. فائز عام 1999 في البطولة المفتوحة هو بول لاوري، وينحدر من المدينة.
و هناك ملاعب أخرى مخططة للمنطقة، بما فيهم وحدات للطبقات العالمية بدعم مادي كبير، المدين والمقاطعة تم تجهيزهم ليصبحوا مرتعا لسياحة الجولف.
يبني دونالد ترامب مكان جديد لملاعب الجولف الفني خارح بجانب بلميدي.

### السباحة
فرق مدينة ابردين للسباحة ومقرها في مسبح نورثفيلد وتعمل منذ عام 1996. يشمل الريق العديد من نوادي السباحة الصغيرة، وتمتعوا بالفوز في جميع أنحاء اسكتلندا والمسابقات الدولية.تأهل ثلاثة من فريق السباحين ل دورة ألعاب الكومنولث لعام 2006.

### التجديف
يوجد التجديف على نهر دي، إلى الجنوب من وسط المدينة. تقع أربعة أندية علي ضفاف النهر: نادي مركب أبردين، مدرسة رابطة أبردين للتجديف، نادي مركب جامعة أبردين ونادي مركب جامعة روبرت جوردن.

### الكريكيت
تضم أبردين مجتمع كبير للكريكيت مع 4 بطولات محلية للدوري عاملة والتي تتألف من إجنالي 25 ناديا في الميدان و 36 فريقا. للمدينة اثنين من الدوري المحلي من الجانبين، أبردينشاير ودايس وستونيوود-دايس.'علامات' محلية وقد لعب الكريكيت في أبردين منذ 1884.

### كرة أرضية
تأسس نادي أبردين أويلرز فلوربول في عام 2007. في البداية جذب النادي مجموعة من ذوي الخبرة الإسكندنافييين وغيرهم من اللاعبين الأوروبيين الذين كانوا يدرسون في أبردين. منذ تشكيلهم لأبردين أويلرز لعبوا في دوري بريطانيا للفلوربول الشمالية و
فازو بالدوري في موسم 2008/20 09.لعب الناد دًورا كبيرا في إقامة دوري السيدات إلت دا.فريق سيدات نادي أويلاز أنتهوا بالمركز الثاني في الدوري الأول لموسم عام (2008/09).

### رياضات أخرى
يدير مجلس المدينة ملاعب عامة للتنس وعدد من مختلف الحدائق بما فيهم مركز مغطاه للتنس في منتزه ويستبارن. مركز الشاطئ الترفيهي هو مكان لتسلق الجدار، وصالة ألعاب رياضية وحمام سباحة. هناك العديد من المسابح المنتشرة في أنحاء المدينة ولا سيما أكبرهم، بون كورد باثز والتي تم إغلاقها عام 2006. يوجد بأبردين العديد من أماكن التزحلق المتفرقة في أنحاء المدينة في توري، ومنتزه ويستبارت وترازيشن إكستريم. تم بناء ترانزيشن إسكتريم هو منتزه مغلق عام 2007 وصممه أسطورة أبردين في التزحلق أندي دوبسون.

## الخدمات العامة
صحة أبردين تقدم لمعظم الناس من قبل دائرة الصحة الوطنية في إسكتلندا من خلال دائرة الصحة الوطنية مجلس صحة جرامبيان. مصحة أبردين الملكية هو المستشفى الرئيسي في المدينة، مع مستشفى أبردين الملكي للأطفال، ومتشفي كونهيل الملكي للصحة النفسية ومستشفى وودإند ومستشفى وولمانهيل.
هناك من القطاع الخاص مستشفى ألبين في ألبين بلاس والذي يملكه ويديره بي إم أي للرعاية الصحية.
مجلس مدينة أبردين مسئول عن ملكية المدينة للبنية التحتية والتي يتم الدفع لها من قبل أنواع محتلفة من الضرائب والإيراد من خزانة الملكة. البنية التحتية والخدمات التي يديرها المجلس تشمل ما يلي: إزالة الثلوج في فصل الشتاء، والحفاظ على الحدائق العامة، وجمع القمامة والمجاري، وتنظيف الشوارع، وإنارة الشوارع. البنية التحتية في أيدي القطاع الخاص تشمل الكهرباء والغاز والاتصالات. إمدادات المياه توفرها مؤسسة المياه الاسكتلندية.
- الشرطة: الشرطة في أبردين هي مسؤولية شرطة جرامبيان (شرطة النقل البريطانية مسؤولة عن السكك الحديدية). مقر قيادة شرطة جرامبيان (و مقر فرقة شرطة ابردين) يقع في شارع الملكة بأبردين.
- الإسعاف: مقر فرقة شمال شرق لخدمة الإسعاف الإسكتلندية يقع في أبردين.
- الإطفاء والإنقاذ: وهي من مسؤولية جرامبيان لخدمة المطافئ والإنقاذ ؛ وتستخدم هذه الخدمة مركبات إطفاء مطلية بلون أبيض مميز (بعض مركبات الإطفاء الأخرى في المملكة المتحدة تستخدم سيارات حمراء).
- خفر السواحل: مؤسسة خفر السواحل الوطنية الملكية توجد في محطة خفر سواحل أبردين. وهي تقع في مدخل حوض فيكتوريا في يورك بليس.[60] المبنى الحالي افتتح في عام 1997.

## المدن المٌتوأمة
أبردين توأمة المدن مع:
- - ريجينسبرج، ألمانيا (1955) [61]
- - كليرمون - فيراند، فرنسا (1983) [61]
- - بولاوايو، زيمبابوي (1986) [61]
- - ستافنجر، النرويج (1990) [61]
- - جوميل، روسيا البيضاء (1990) [61]

## المشاهير
|  | - بول لاوري، الفائز ببطولة الجولف المفتوحة. - آني لينوكس، موسيقي - سيمون فاركوير، كاتب - دينيس لو، لاعب كرة القدم - نيكول ستيفن زعيم حزب الديمقراطيين الليبراليين الإسكتلندي السابق ونائب الوزير الأول السابق في اسكتلندا. - أندرو كريشانك، ممثل اشتهر بدوره في حقيبة كتب دكتور فينلي " Dr Finlay's Casebook" - توني جوردون، شخصية خيالية من مسلسل، Coronation Street - وقد ولد في أبردين. |  | - توماس بليك جلوفر، مؤسس شركة ميتسوبيشي - جورج جايمسون، أول رسام بارز في اسكتلندا - بيرتي تشارلز فوربس (من أبردينشاير) مؤسس فوربس - ارشيبالد سيمبسون، مهندس معماري، مؤثر في تصميم مركز أبردين الحديث. - سكوت بوث، المهاجم السابق لأبردين إف سي وفريق كرة القدم الوطني الاسكتلندي - جون راتراي محترف في لعبة لوحة التزحلق الذي ظهر في لعبة فيديو جيم سكيت 2007. |

## المرجعية الخيالية
- روايات الجريمة لستيوارت ماك برايد، Cold Granite «الجرانيت البارد»، Dying Light «الضوء الخافت» ، Broken Skin «الجلد المجروح» و Flesh House «منزل الكائنات الحية»  (سلسلة بها بطل الرواية الأساسي، دي إس لوجان ماك راي) وتدور أحداثهم في أبردين.دي إس لوجان ماك راي هو ضابط شرطة جرامبيان والمواقع الموجودة في الكتاب يمكن العثور عليها في أبردين والمناطق الريفية المحيطة بها.
- جزء كبير من قصة الجاسوسية المشوقة عن الحرب العالمية الثانية عين الإبرة «Eye of the Needle» تدور أحداثها في وقت حرب أبردين، والذي كان فيها جاسوس ألماني بحاول الهروب إلى غواصة تتنظره بالقرب من الشاطئ.
- رواية ستيوارت هوم الجنسية والمهوسة بالأدب المعاصر (69 شيء تفعله بأميرة ميتة"Sixty nine Things to Do with a Dead Princess") تدور أحداثه في أبردين.
- جزء من رواية إيان رانكين أسود وأزرق Black and" Blue" في عام 1997 دارت أحداثها في أبردين.
- سارة جاين سميث من مسلسل الخيال العلمي الشهير دكتور مَن «Doctor Who» التي عادت إلي أبردين بالصدفة بدلا من موطنها في ساوث كرودون من التجسيد الرابع للدكتور.

## روابط إضافية
- أبردين على مشروع الدليل المفتوح